# Kutyafajták listája
Az alábbi lista az ismert kutyafajták nem teljes körű felsorolása. A Nemzetközi Kinológiai Szövetség (FCI) által el nem ismert fajtákat dőlt betűvel jelöltük.
| Ábécé szerinti tartalomjegyzék                                                                           |
| --- |
| A, Á B C Cs D Dz Dzs E, É F G Gy H I, Í J K L Ly M N Ny O, Ó Ö, Ő P Q R S Sz T Ty U, Ú Ü, Ű V W X Y Z Zs |

## A, Á
- Abruzzói juhászkutya
- Affenpinscher
- Afgán agár
- Africanis[1]
- Afrikai oroszlánkutya
- Airedale terrier
- Akbash
- Akita inu
- Alaszkai husky[2]
- Alaszkai klee kai[3]
- Alaszkai malamut
- Alentejo masztiff
- Alopekisz
- Alpesi tacskókopó
- Altdeutscher Hütehunde
- Amerikai akita inu
- Amerikai buldog
- Amerikai cocker spániel
- Amerikai meztelen terrier
- Amerikai pitbull terrier
- Amerikai rókakopó
- Amerikai staffordshire terrier
- Amerikai vízispániel

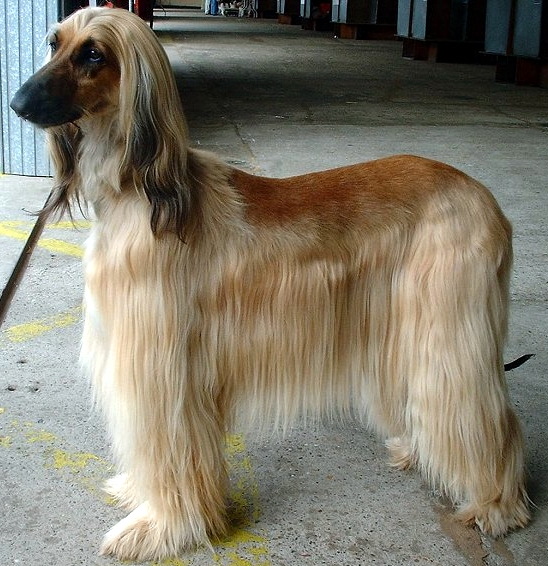
Afgán agár

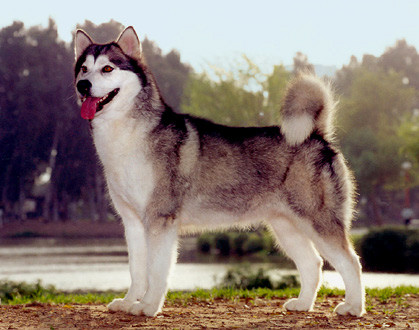
Alaszkai malamut

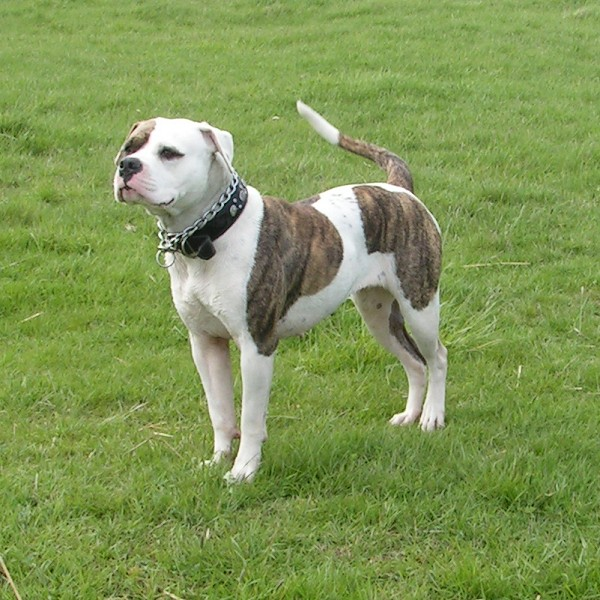
Amerikai buldog

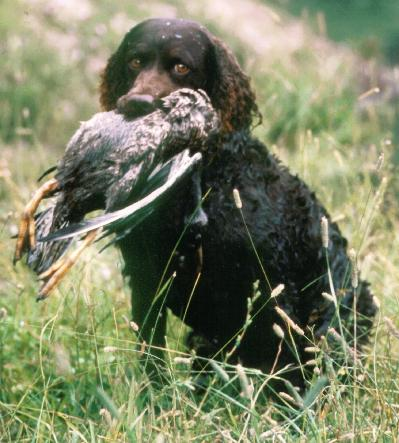
Amerikai vízispániel

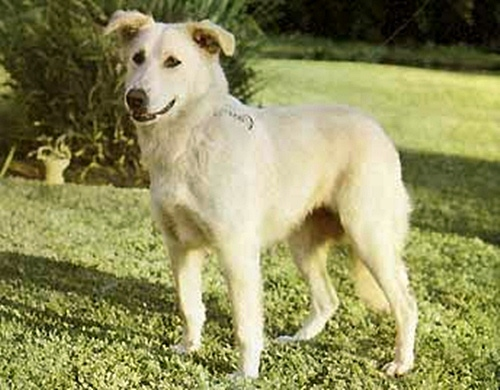
Atlaszi hegyikutya

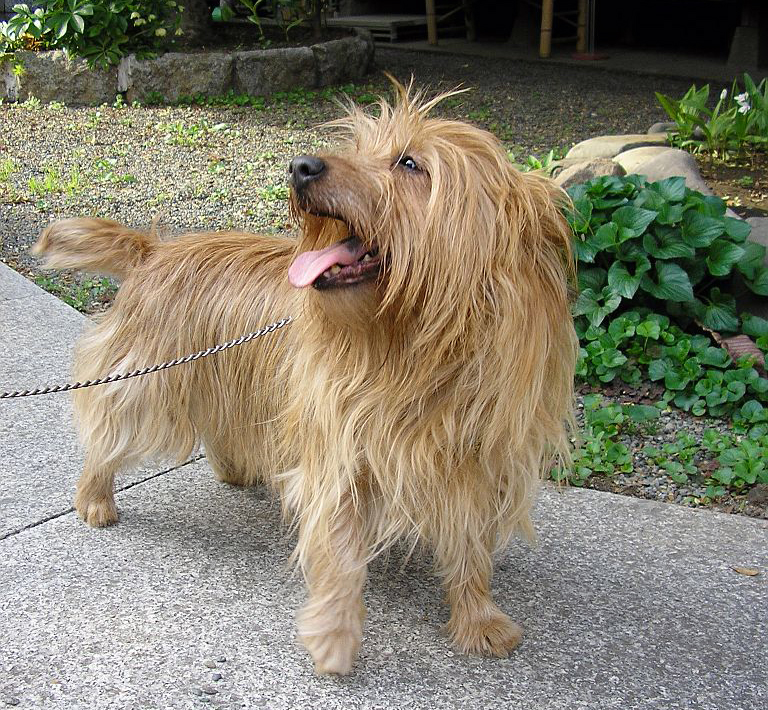
Ausztrál terrier

- Amerikai-kanadai fehér juhászkutya  (White Shepherd Dog)
- Anatóliai juhászkutya
- Angol agár
- Angol bulldog
- Angol cocker spániel
- Angol juhászkutya (English Shepherd)
- Angol masztiff
- Angol mosómedvekopó  (English Coonhound)
- Angol pointer
- Angol rókakopó
- Angol springer spániel
- Angol szetter
- Angol véreb
- Angol-francia falkavadász kopó  (Anglo-français de petite vénerie)
- Appenzelli havasi kutya
- Arab agár
- Ardenneki pásztorkutya
- Argentin dog
- Argentin pila[4]
- Ariége-i kopó
- Ariége-i vizsla
- Armant
- Artois-i kopó
- Atlaszi hegyikutya
- Ausztrál csonkafarkú pásztorkutya (az FCI várólistáján)
- Ausztrál juhászkutya
- Ausztrál kelpie
- Ausztrál pásztorkutya
- Ausztrál selyemszőrű terrier
- Ausztrál terrier
- Auvergne-i vizsla
- Azawakh
- Azori-szigeteki kutya (Cão Fila de São Miguel)

## B
- Bajor hegyi véreb
- Bali hegyikutya (Kintamani)
- Bandog
- Barbet
- Basenji
- Basset hound
- Beagle  Egyesült Királyság
- Beagle harrier
- Bearded collie  Egyesült Királyság
- Beauce-i juhászkutya
- Bedlington terrier
- Belga griffon
- Belga juhászkutya
  - Groenendael
  - Laekenois
  - Malinois
  - Tervueren
- Berni pásztorkutya by-K

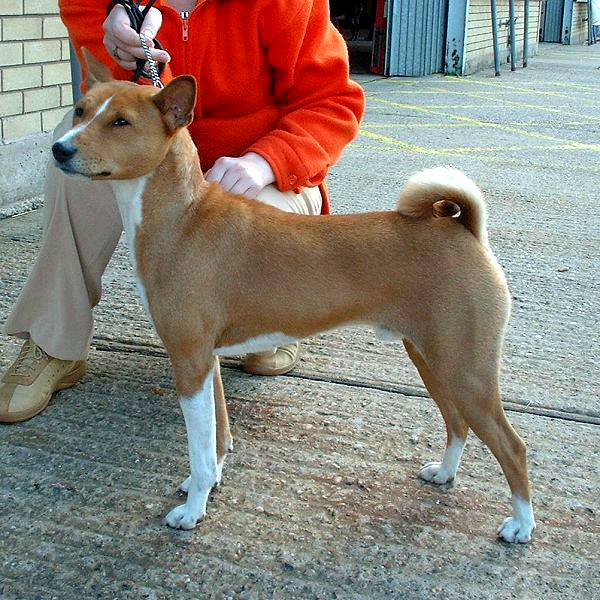
Basenji

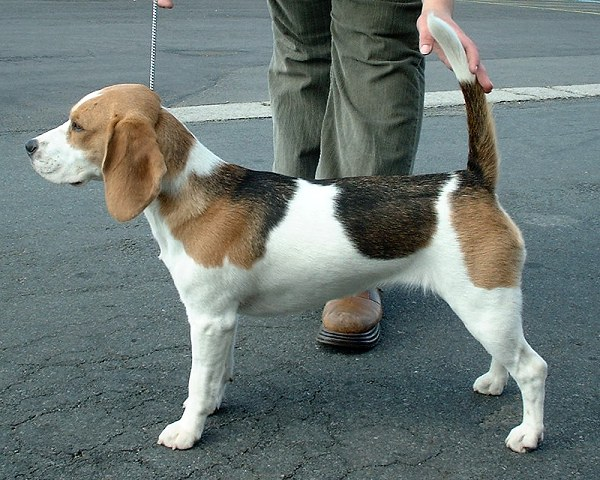
Beagle

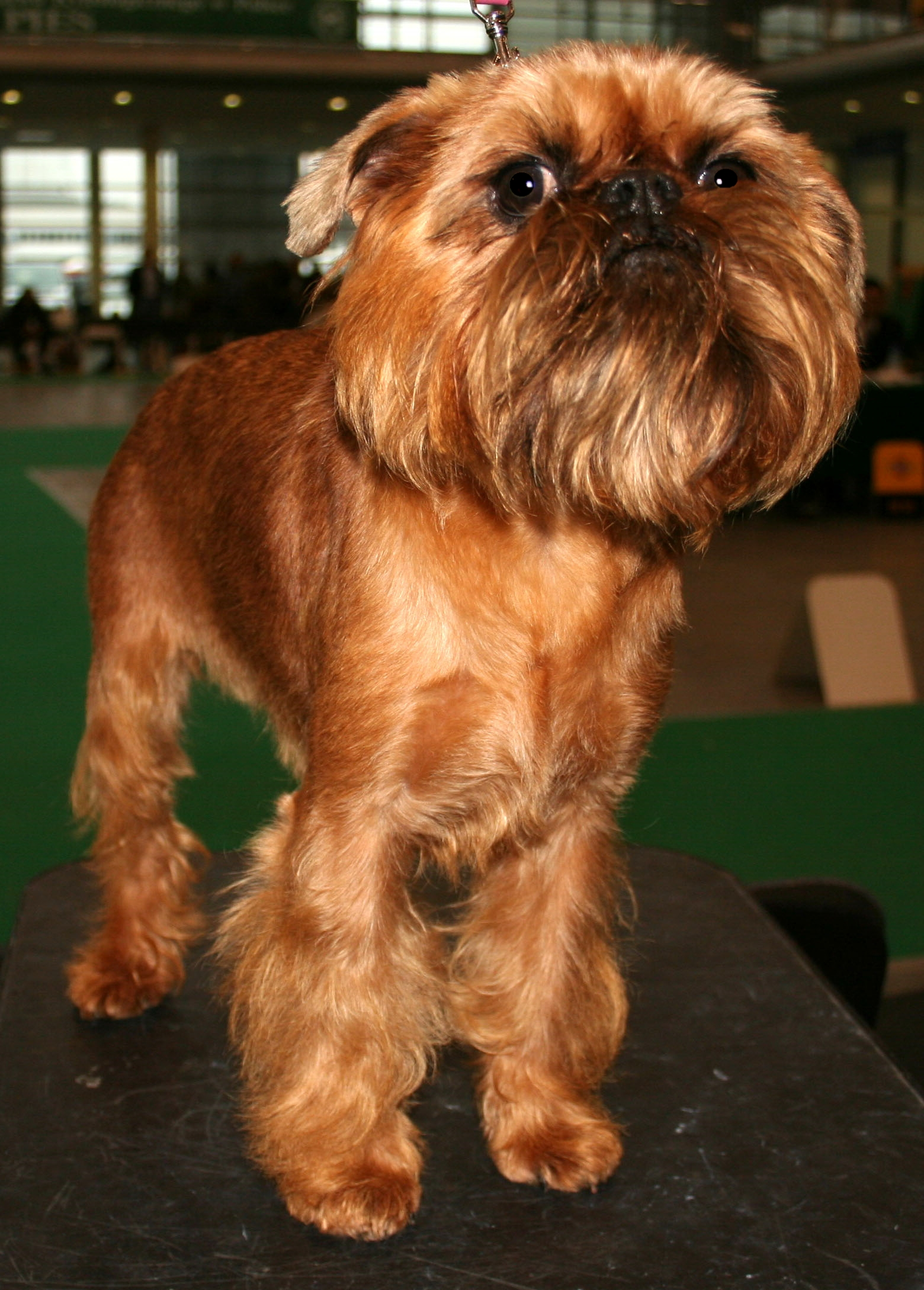
Belga griffon

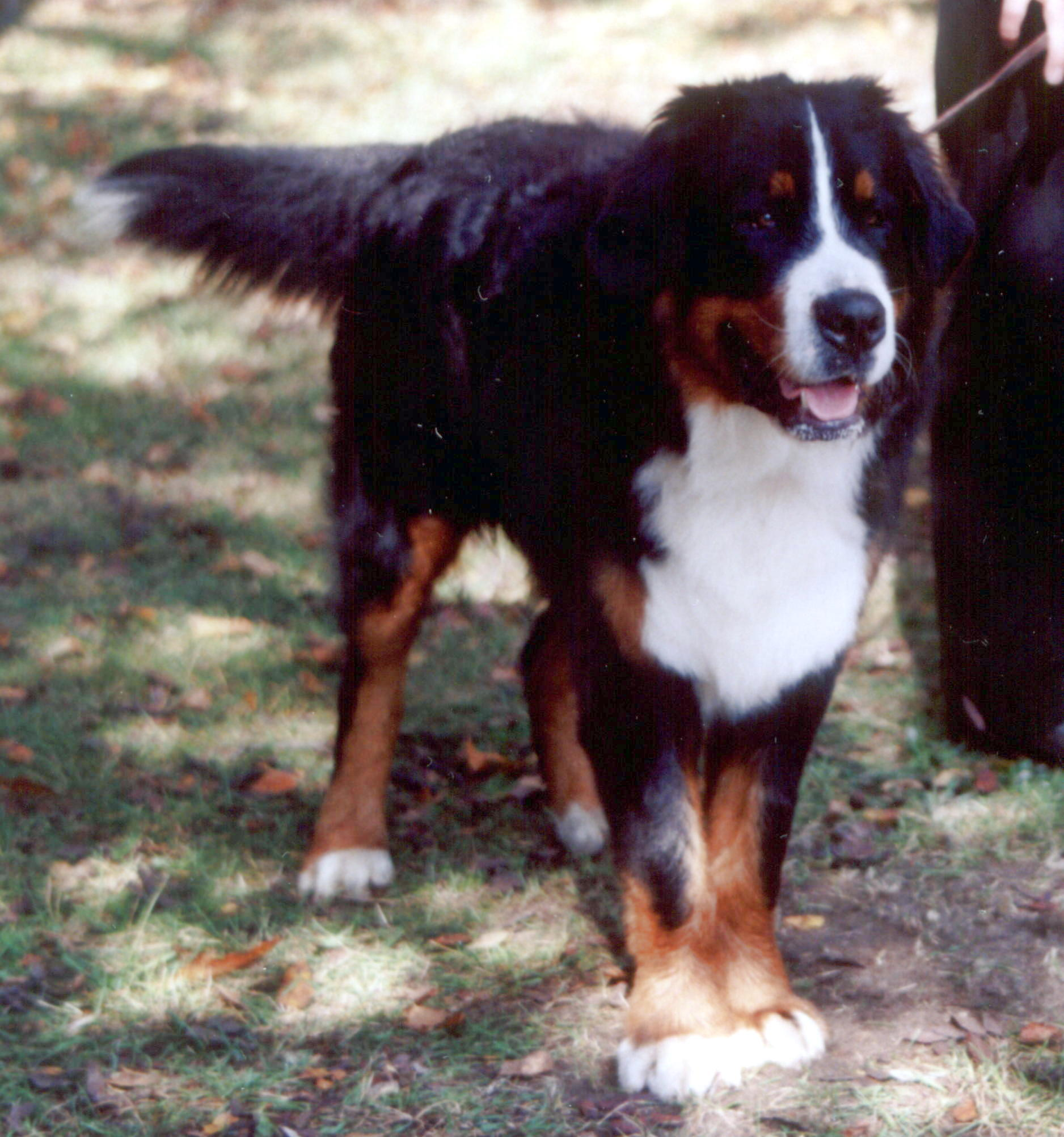
Berni pásztorkutya

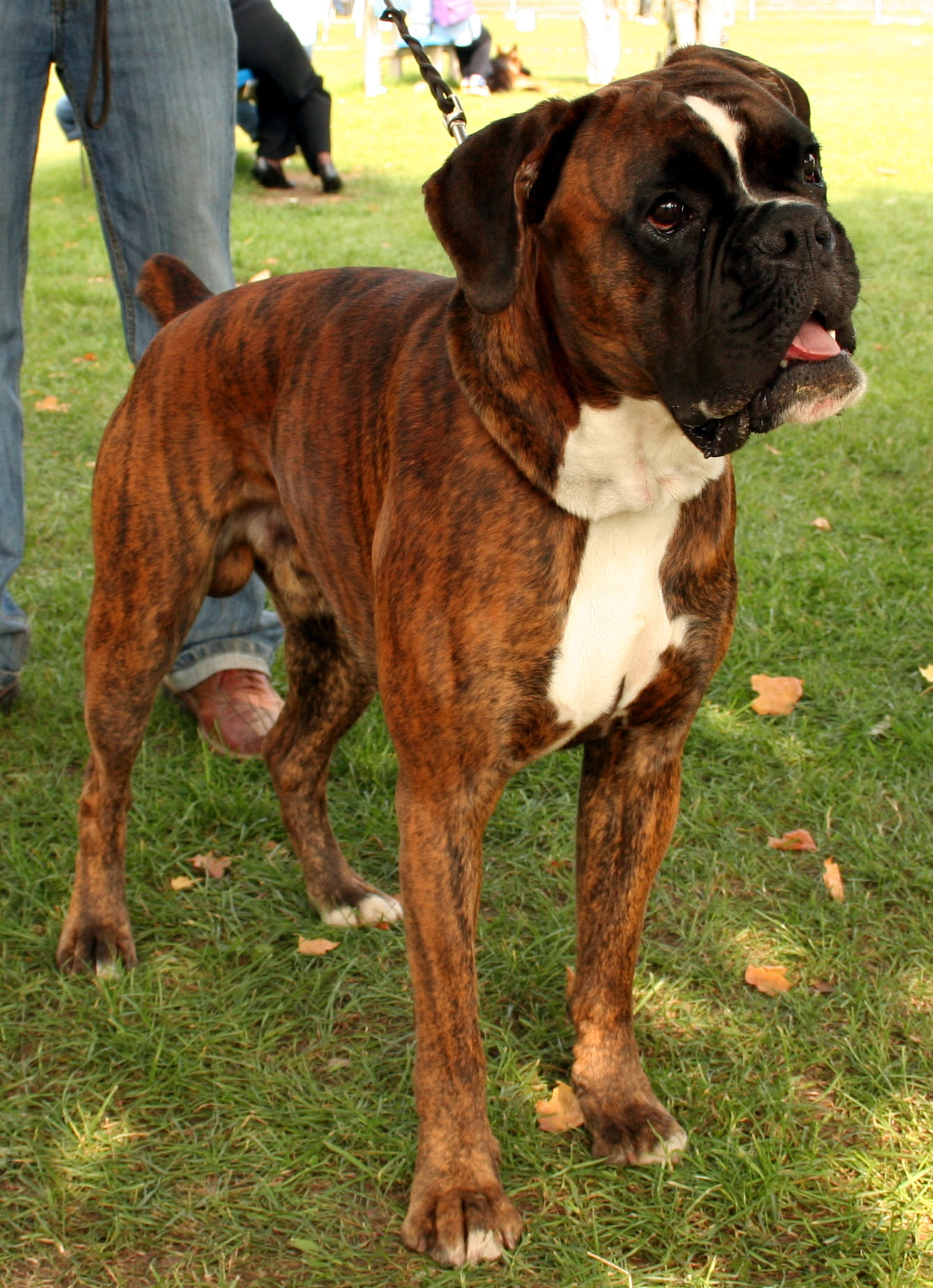
Boxer

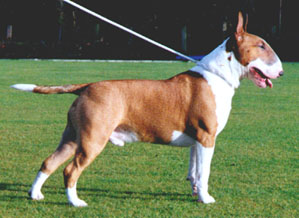
Bullterrier

- Belga masztiff  (Chien de Trait Belge)
- Belga vizsla   (Braque Belge)
- Bergamói juhászkutya
- Bernáthegyi
- Berni kopó  (Bernese Laufhund)
- Berni pásztorkutya
- Bichon bolognese
- Bichon frisé
- Bichon havanese
- Biewer yorkshire terrier  (Biewer Yorkshire Terrier)
- Billy
- Black mouth cur
- Blue lacy
- Boerboel
- Boykin spániel
- Bolognai pincs
- bolonka cvetna
- bolonka francuska
- Boston terrier
- Bordeaux-i dog
- Border collie  Egyesült Királyság
- Border terrier
- Boszniai kopó
- Bourbonnais-i vizsla
- Boxer
- Bőrtokos kalippó
- Brabançon
- Brabanti kis griffon
- Brazil kopó (Rastreador Brasileiro)
- Brazil masztiff
- Brazil terrier
- Bretagne-i cserszínű basset
- Bretagne-i cserszínű griffon
- Breton spániel
- Brie-i juhászkutya
- Broholmer
- Brüsszeli griffon
- Bukovinai pásztorkutya
- Bulldog  Egyesült Királyság
- Bullmasztiff
- Bullterrier  Egyesült Királyság
- Burgosi vizsla

## C
- Cairn terrier
- Cane corso
- Carolina kutya (Karolina kutya)

Cavalier King Charles spániel

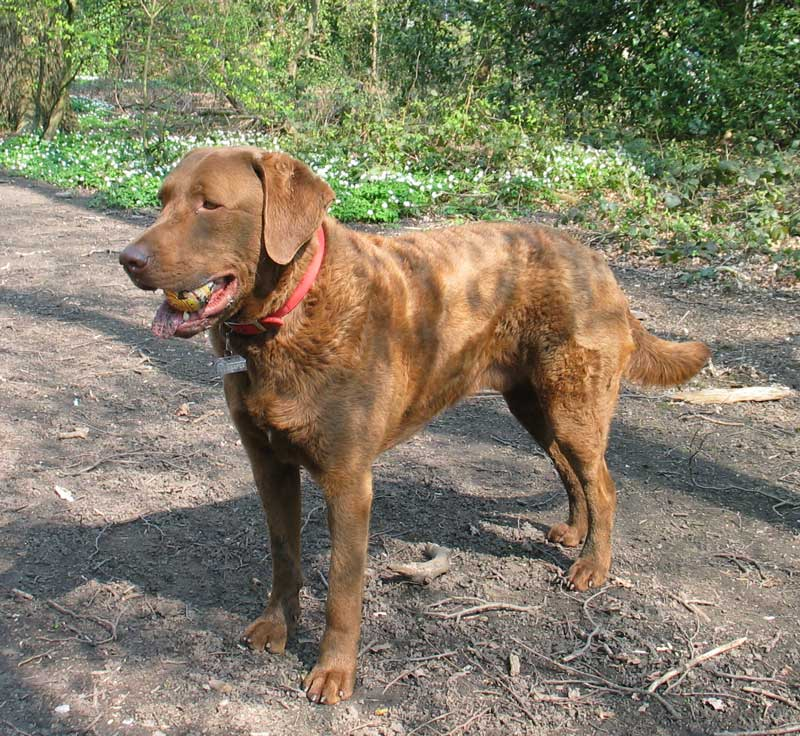
Chesapeake Bay retriever

- Cardigan welsh corgi  (Welsh Corgi Cardigan)
- Castro Laboreiro-i pásztorkutya
- Catahoulai leopárdkutya
- Cavalier King Charles spániel
- Chesapeake Bay retriever
- Chinook
- Chippiparai
- Cimarrón Uruguayo
- Cirneco dell’Etna
- Clumber spániel
- Coton de tuléar

## Cs

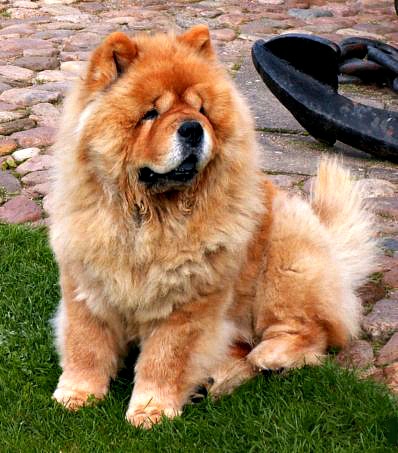
Csau csau

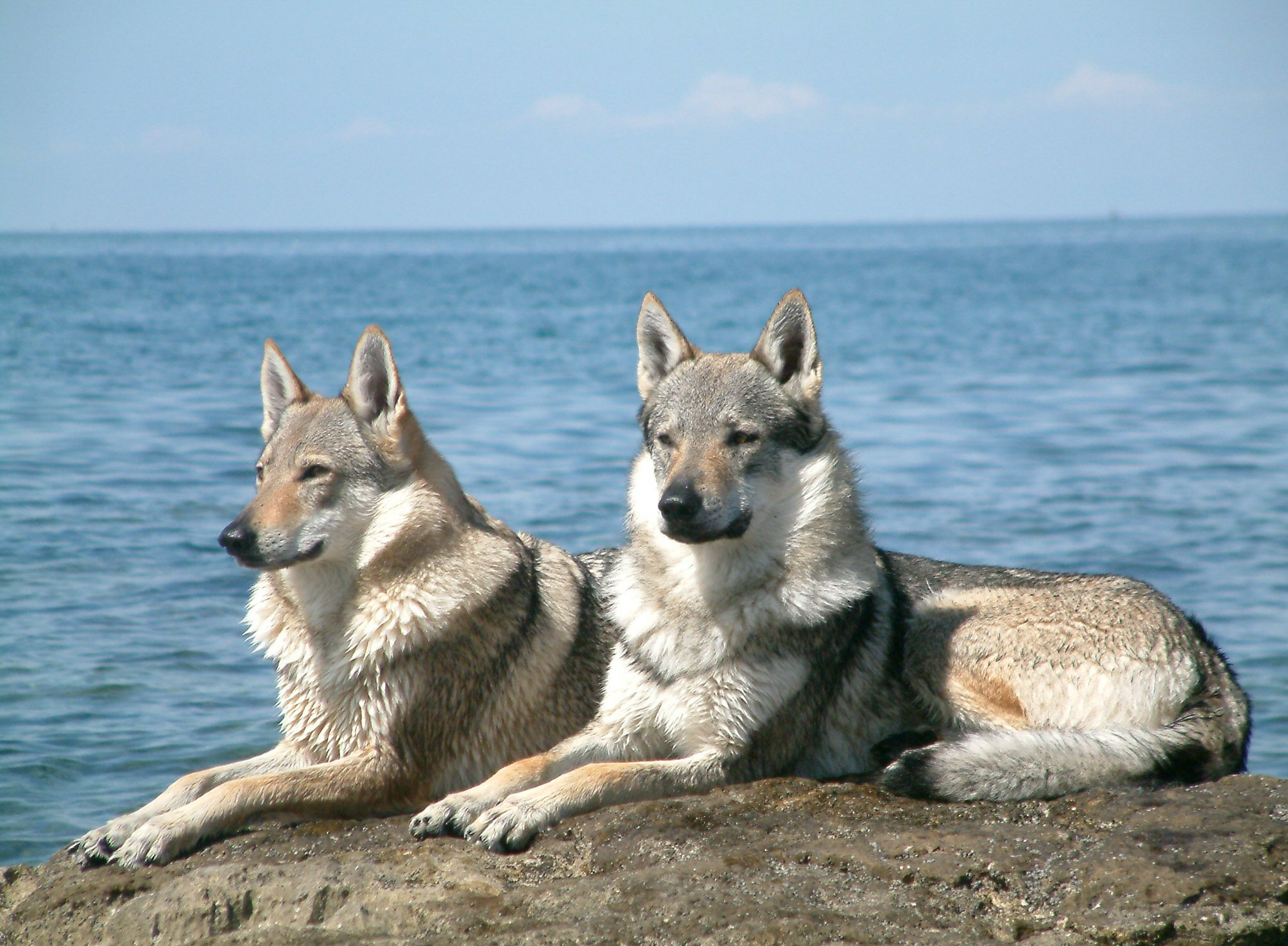
Csehszlovák farkaskutya

- Csaucsau
- Csivava
- Cseh juhászkutya
- Cseh terrier
- Cseh szálkás szakállú vizsla
- Csehszlovák farkaskutya

## D
- Dalmata
- Dandie Dinmont-terrier

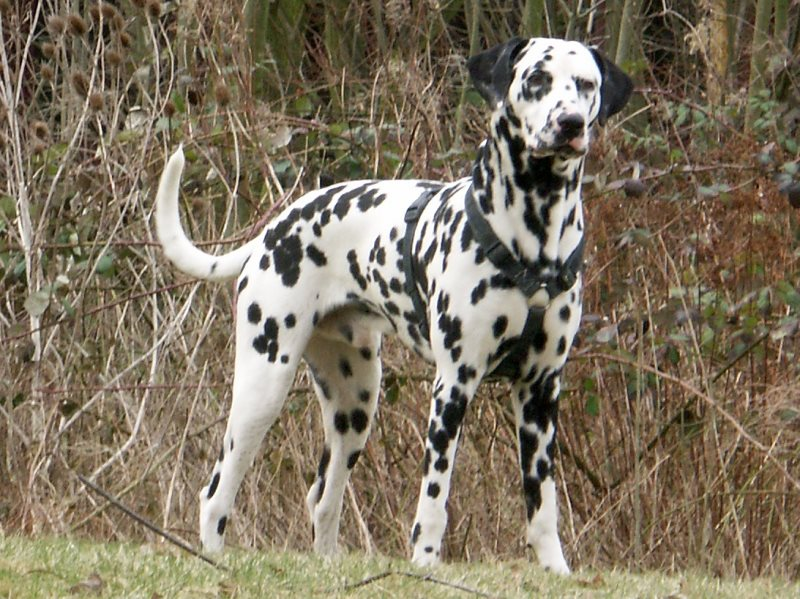
Dalmata

- Dán-svéd őrkutya (az FCI várólistáján)
- Délorosz juhászkutya
- Dobermann
- Drenti vizsla
- Drever
- Drótszőrű griffon
- Dunker

## E, É

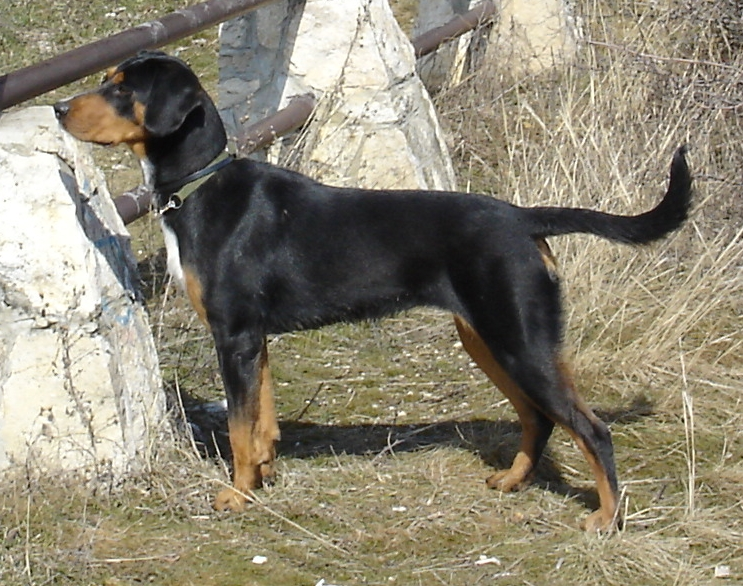
Erdélyi kopó

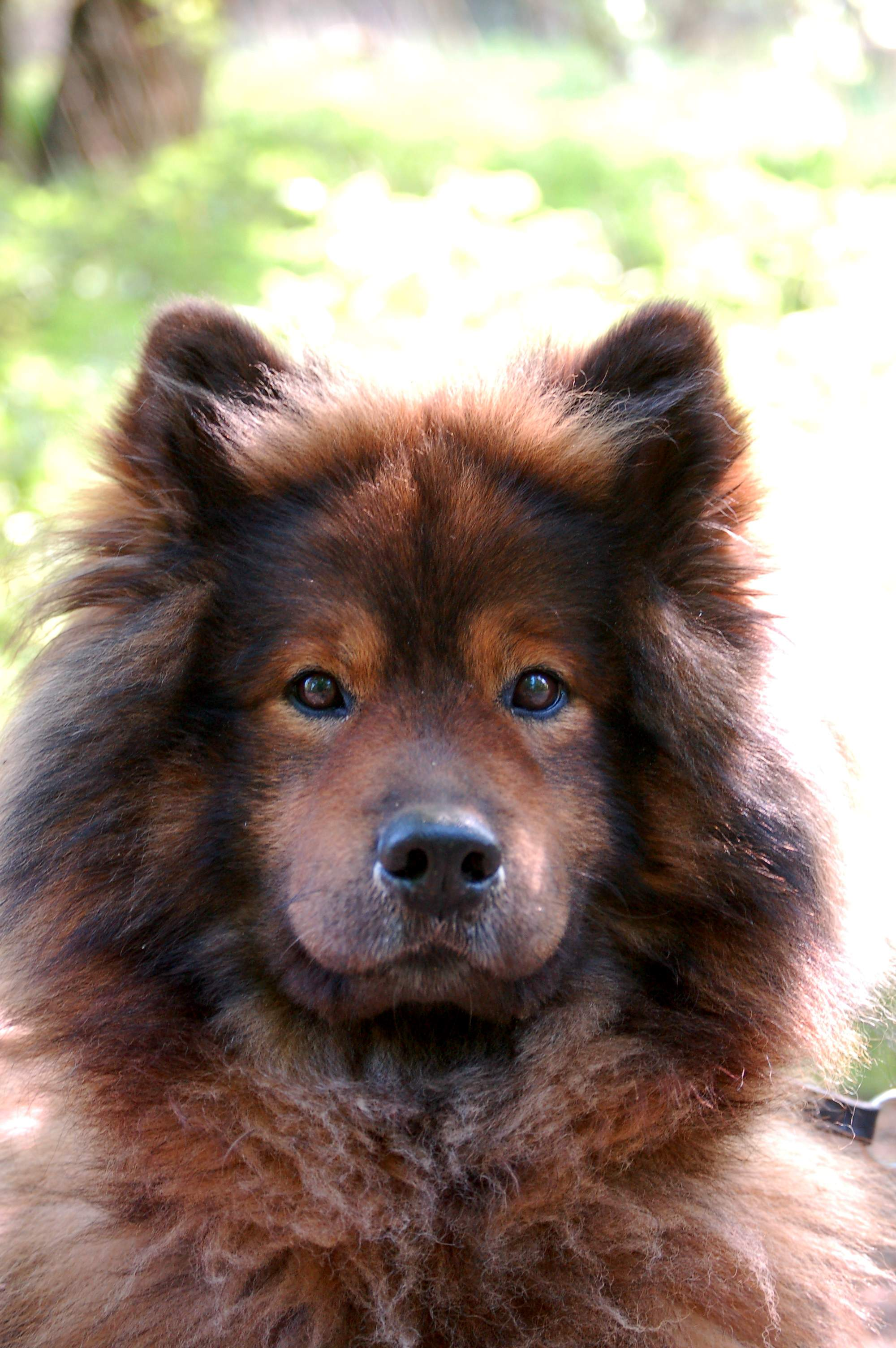
Eurázsiai

- Entlebuchi havasi kutya
- Erdélyi kopó  Magyarország
- Estrelai hegyikutya
- Eszkimó kutya
  - Amerikai eszkimó kutya
  - Kanadai eszkimó kutya
- Észt kopó
- Eurázsiai
- Észak-amerikai juhászkutya

## F
- Fáraókutya

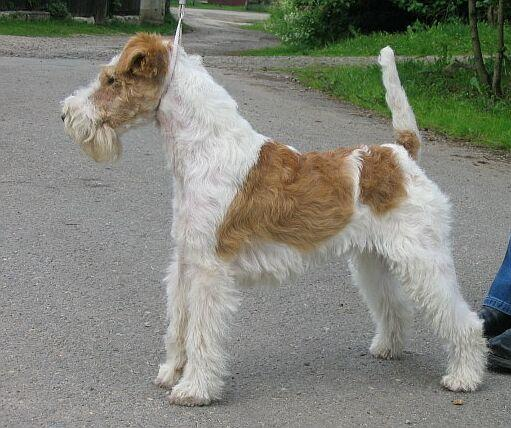
Foxterrier

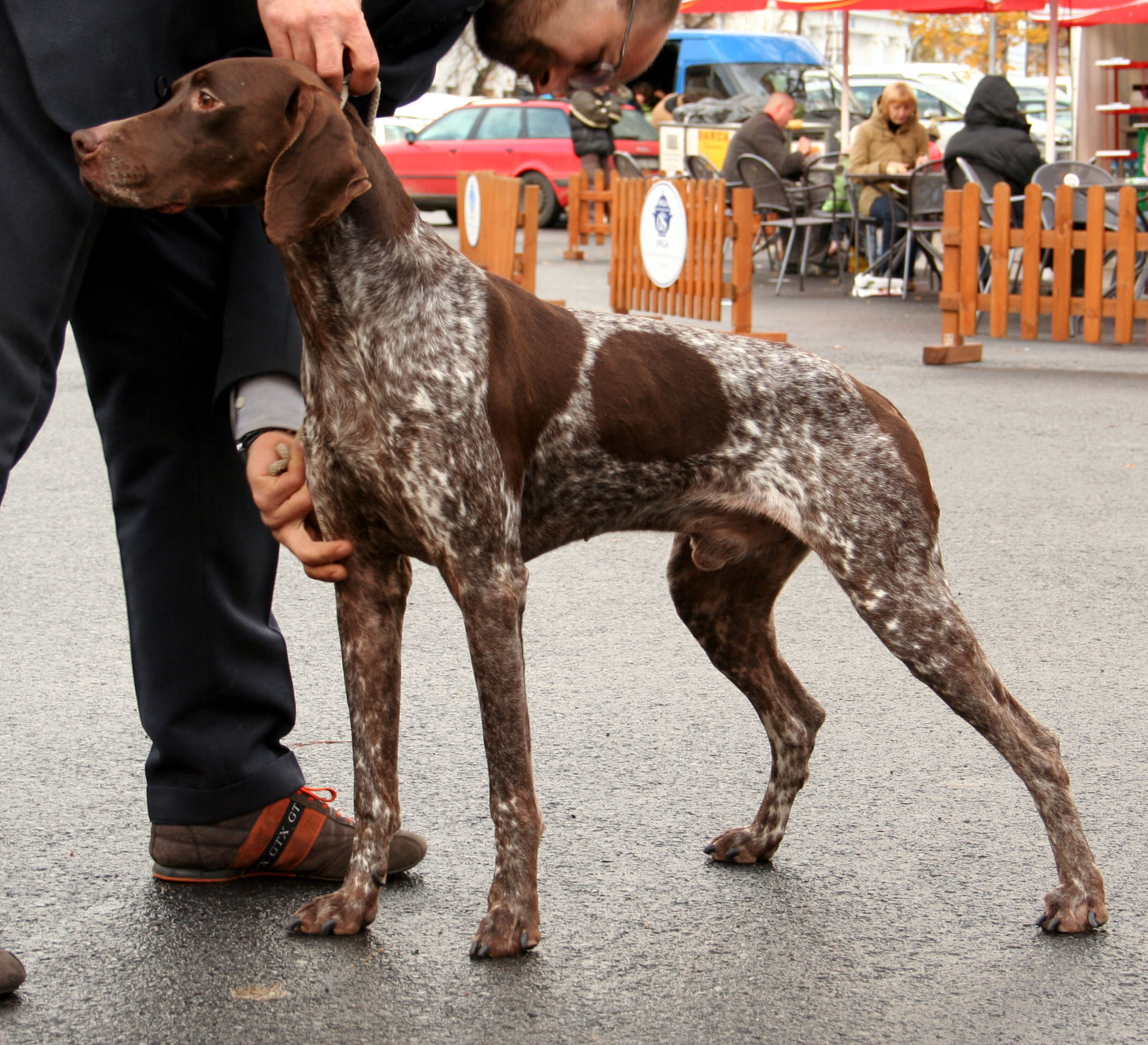
Francia vizsla

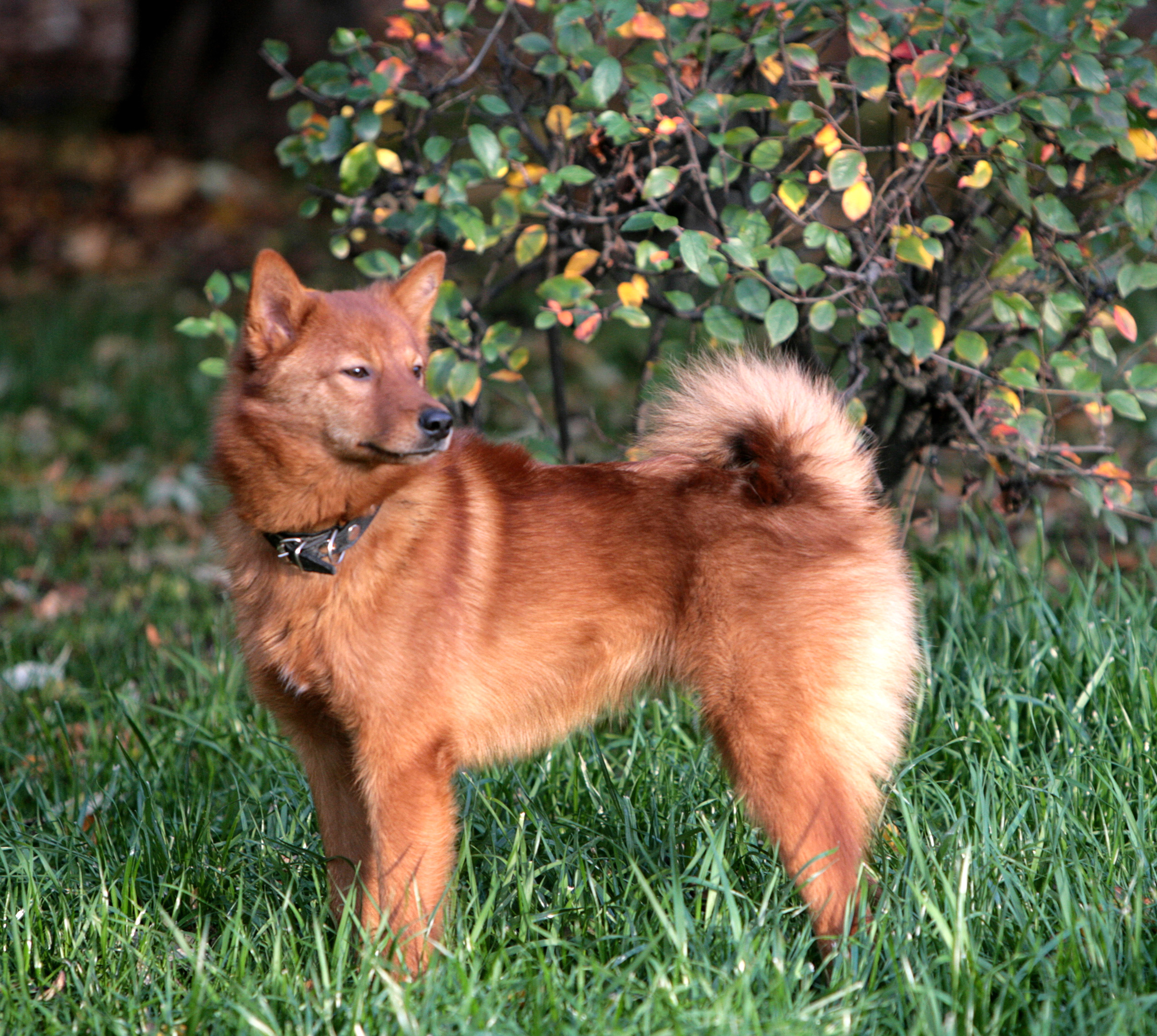
Finn spicc

- Fehérorosz juhászkutya vagy kelet-európai juhászkutya
- Fekete-cser mosómedvekopó
- Fekete sery
- Field spániel
- Finn kopó
- Finn lapphund
- Finn spicc
- Flandriai pásztorkutya
- Foxterrier
  - Simaszőrű foxterrier
  - Drótszőrű foxterrier
- Francia bulldog
- Francia kopó
  - Trikolor francia kopó
  - Fehér-fekete francia kopó
  - Fehér-cser francia kopó
- Francia spániel
- Francia vizsla
  - Gascogne-i francia vizsla
  - Pireneusi francia vizsla
- Fríz vizsla
- Fríz vízikutya

## G

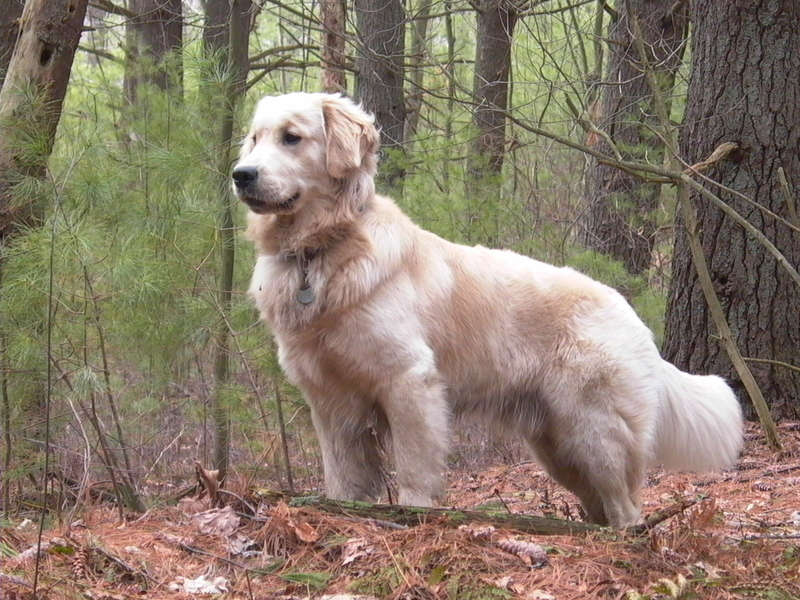
Golden retriever

- Gascogne-i kék basset
- Gascogne-i kék griffon
- Griffon
- Glen of Imaal terrier
- Golden retriever
- Gordon szetter
- Göndörszőrű retriever
- Görög kopó
- Grönlandi kutya
- Groenendael

## H

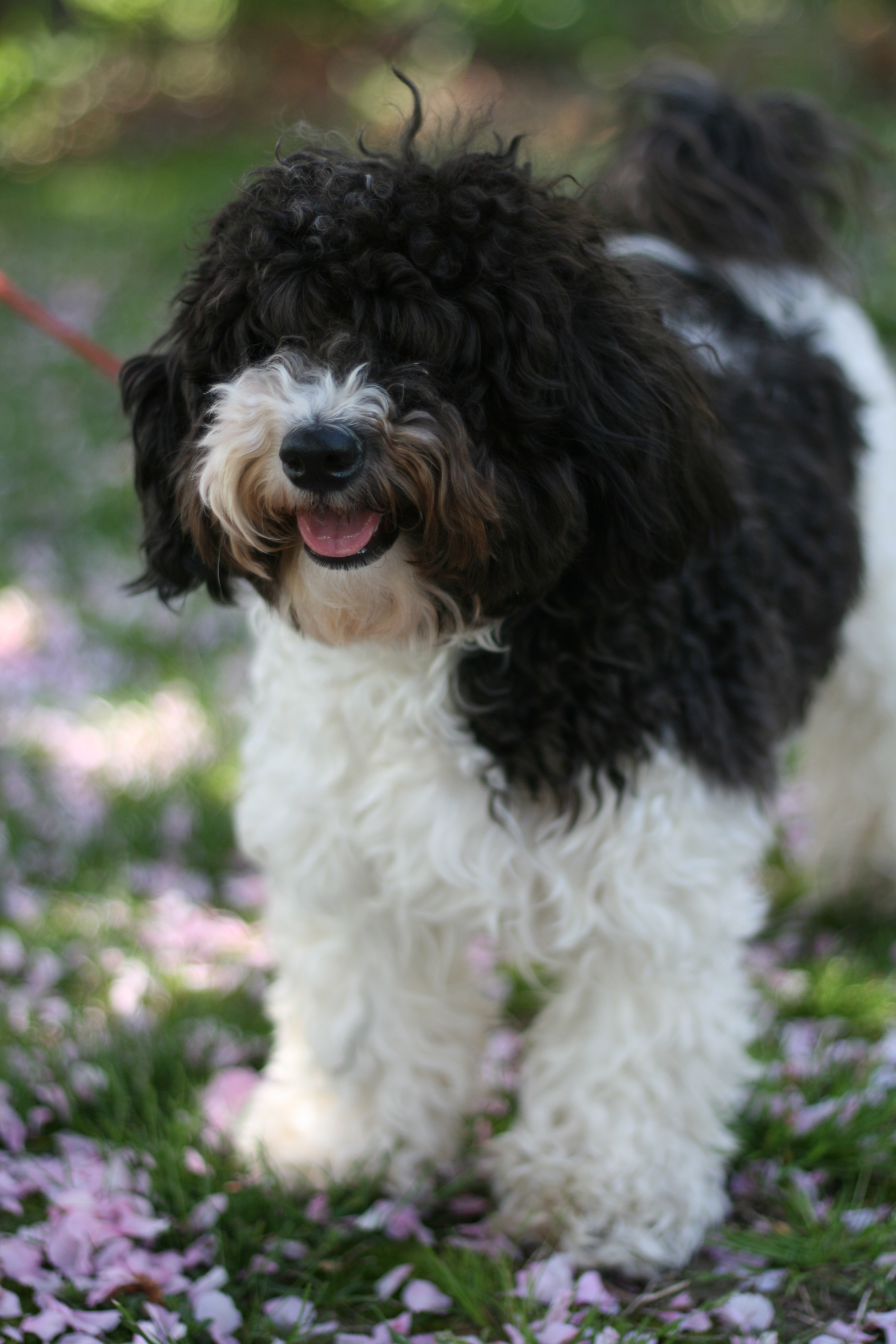
Havannai pincs

- Hahoawu
- Halden kopó
- Hamilton-kopó
- Hannoveri véreb
- Harrier (Nyúlászkopó)  Egyesült Királyság
- Harlekin pincser
- Havannai pincs
- Hertha pointer
- Himalájai pásztorkutya
- Hmong kurtafarkú kutya[5]
- Hokkaido inu
- Holland juhászkutya
- Holland smoushond
- Hortaye Borzaya (Chortaj)
- Horvát juhászkutya
- Hosszúszőrű német vizsla
- Hovawart
- Husky
- Hygen kopó

## I, Í

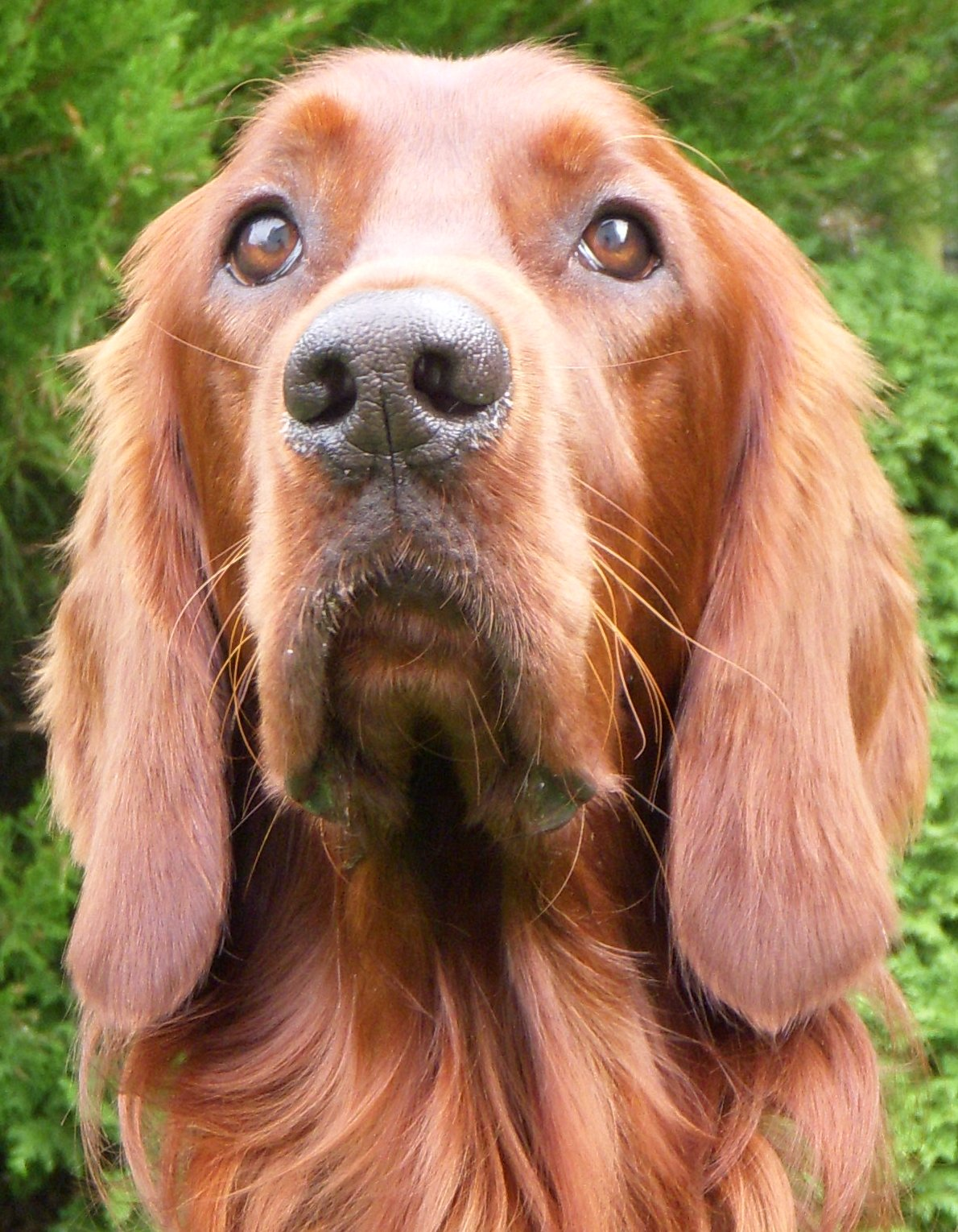
Ír szetter

- Ibizai kopó
- Inka kopasz kutya
- Ír farkaskutya
- Ír szetter
  - Vörös ír szetter
  - Vörös-fehér ír szetter
- Ír terrier
- Ír vízispániel
- Isztriai kopó
  - Rövidszőrű isztriai kopó
  - Drótszőrű isztriai kopó
- Izlandi juhászkutya

## J

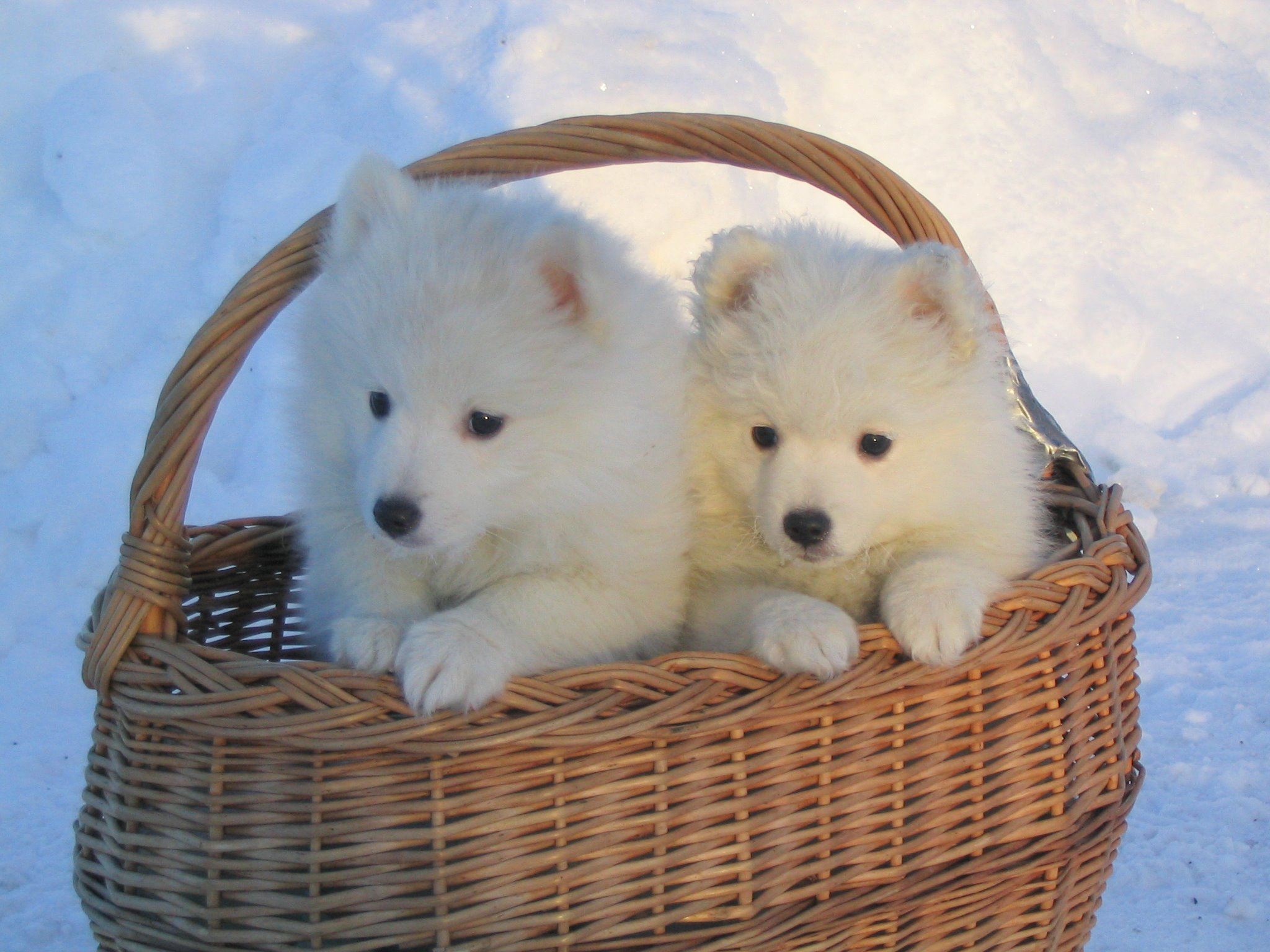
Japán spitz

- Jack Russell terrier
- Jämthund
- Japán csin
- Japán spicc
- Japán terrier

## K
- Kai ken
- Kalag Tazi
- Kaliba kutya
- Kanári-szigeteki kopó

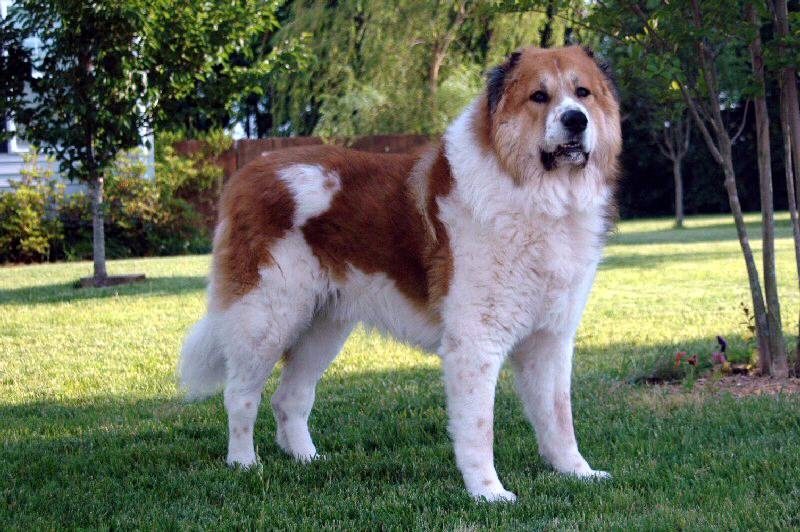
Kaukázusi juhászkutya

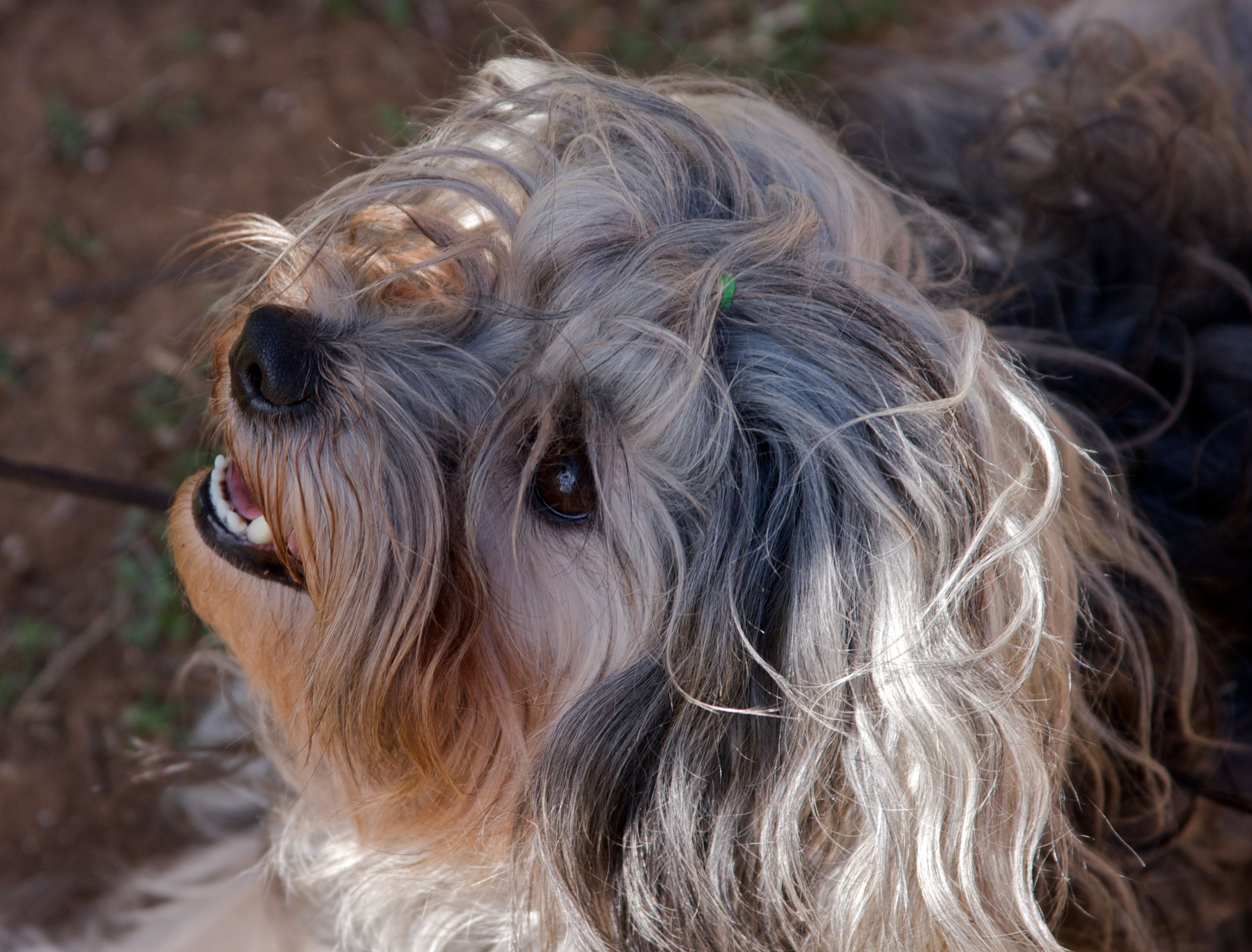
Kis oroszlánkutya

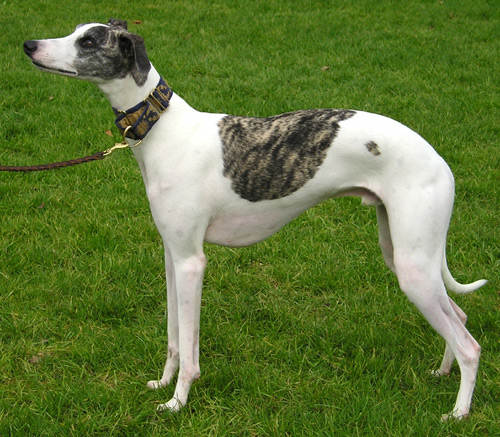
Kis angol agár

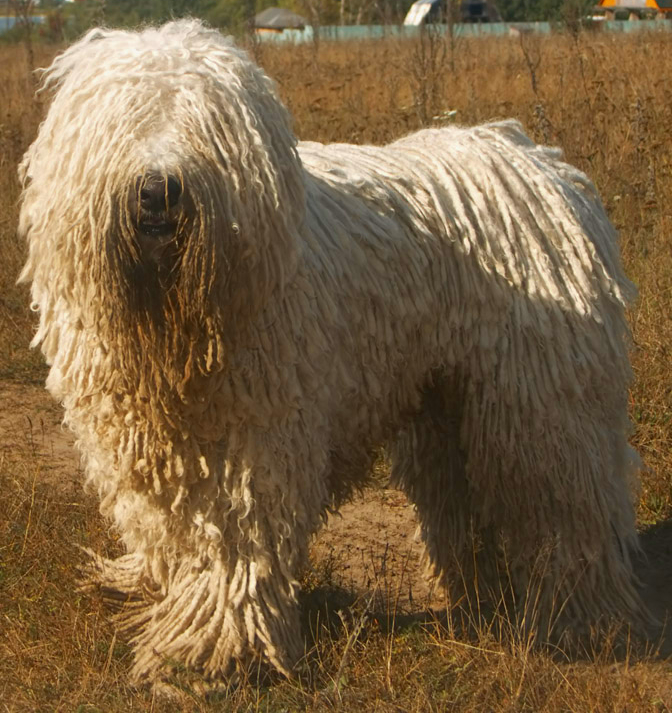
Komondor

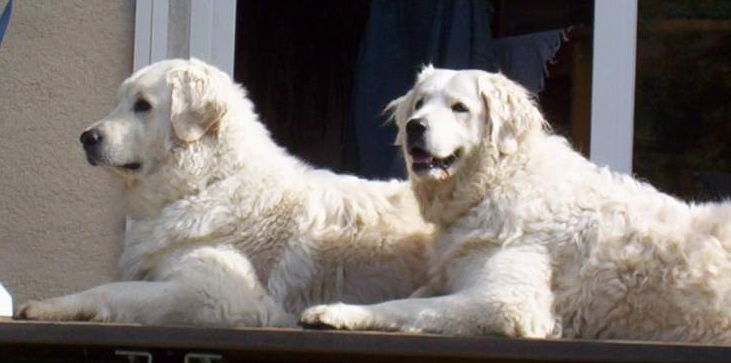
Kuvasz

- Kanári-szigeteki kutya (az FCI várólistáján)
- Kangal
- Kangaroo Dog
- Kanni
- Karéliai medvekutya
- Kárpáti pásztorkutya (az FCI várólistáján)
- Karszti pásztorkutya
- Katalán pásztorkutya
- Kaukázusi juhászkutya
- Kánaán kutya
- Keeshond
- Kerry blue terrier
- Kínai kopasz kutya
- King Charles spániel
- King Shepherd
- Kis angol agár (Whippet)
- Kis angol-francia rókakopó
- Kis angol terrier
- Kis gascogne-i kék kopó
- Kis gascon-saintonge-i kopó
- Kishu ken
- Kis oroszlánkutya
- Kis svájci kopó
  - Kis berni kopó
  - Kis jurai kopó
  - Kis luzerni kopó
  - Kis schwyzi kopó
- Komondor  Magyarország
- Kooikerhondje
- Koolie[6]
- Koreai jindo kutya
- Közép-ázsiai juhászkutya
- Kras-medencei juhászkutya
- Kromfohrlandi
- Kunming kutya
- Kuvasz  Magyarország
- Kyi leo

## L
- Labrador retriever
- Lagotto romagnolo
- Lài[7]
- Lajka
  - Jakut lajka[8]
  - Kelet-szibériai lajka
  - Karél-finn lajka[9]
  - Nyugat-szibériai lajka
  - Orosz-európai lajka
- Lakeland terrier
- Lancashire heeler
- Landseer
- Lapp pásztorkutya
- Leopard cur
- Lhasa apso
- Lengyel agár
- Lengyel alföldi juhászkutya
- Lengyel hegyi juhászkutya
- Lengyel kopó

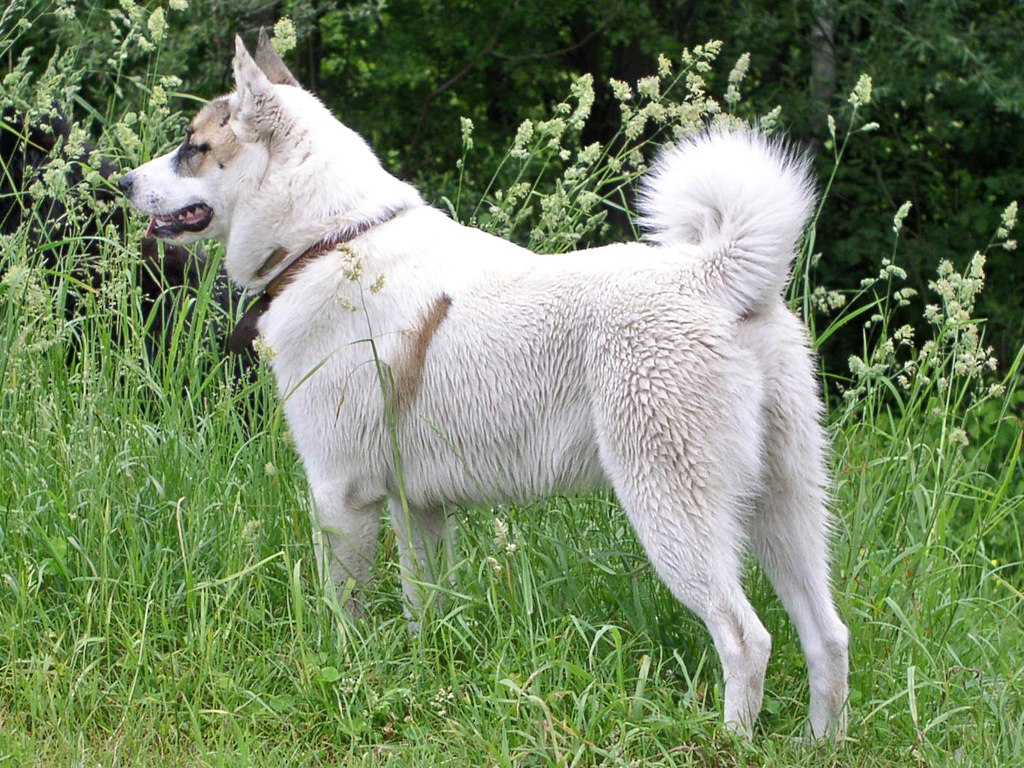
Nyugat-szibériai lajka

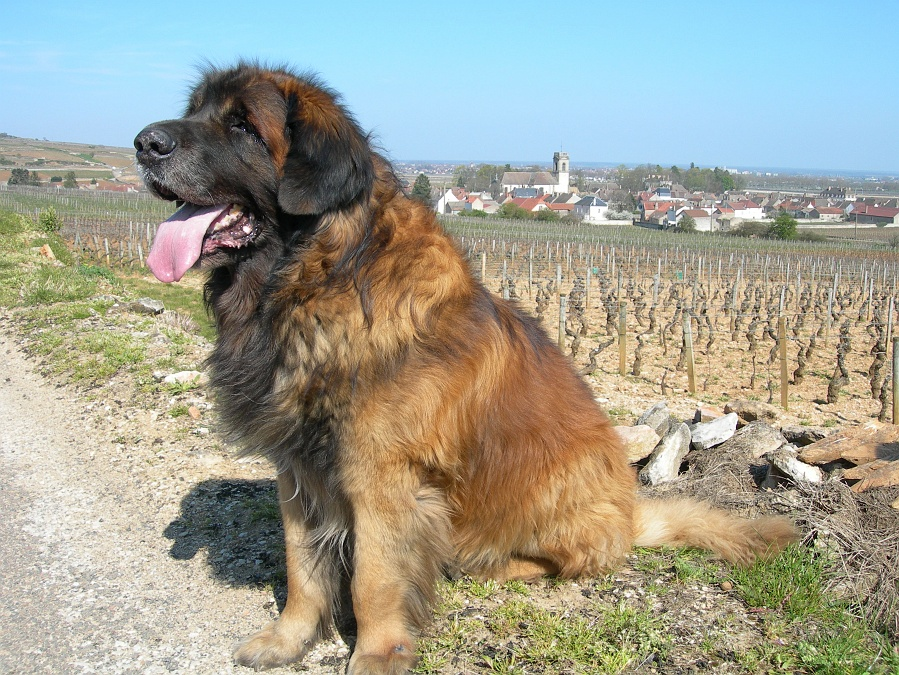
Leonbergi

Fiatal Mioritic pásztorkutya

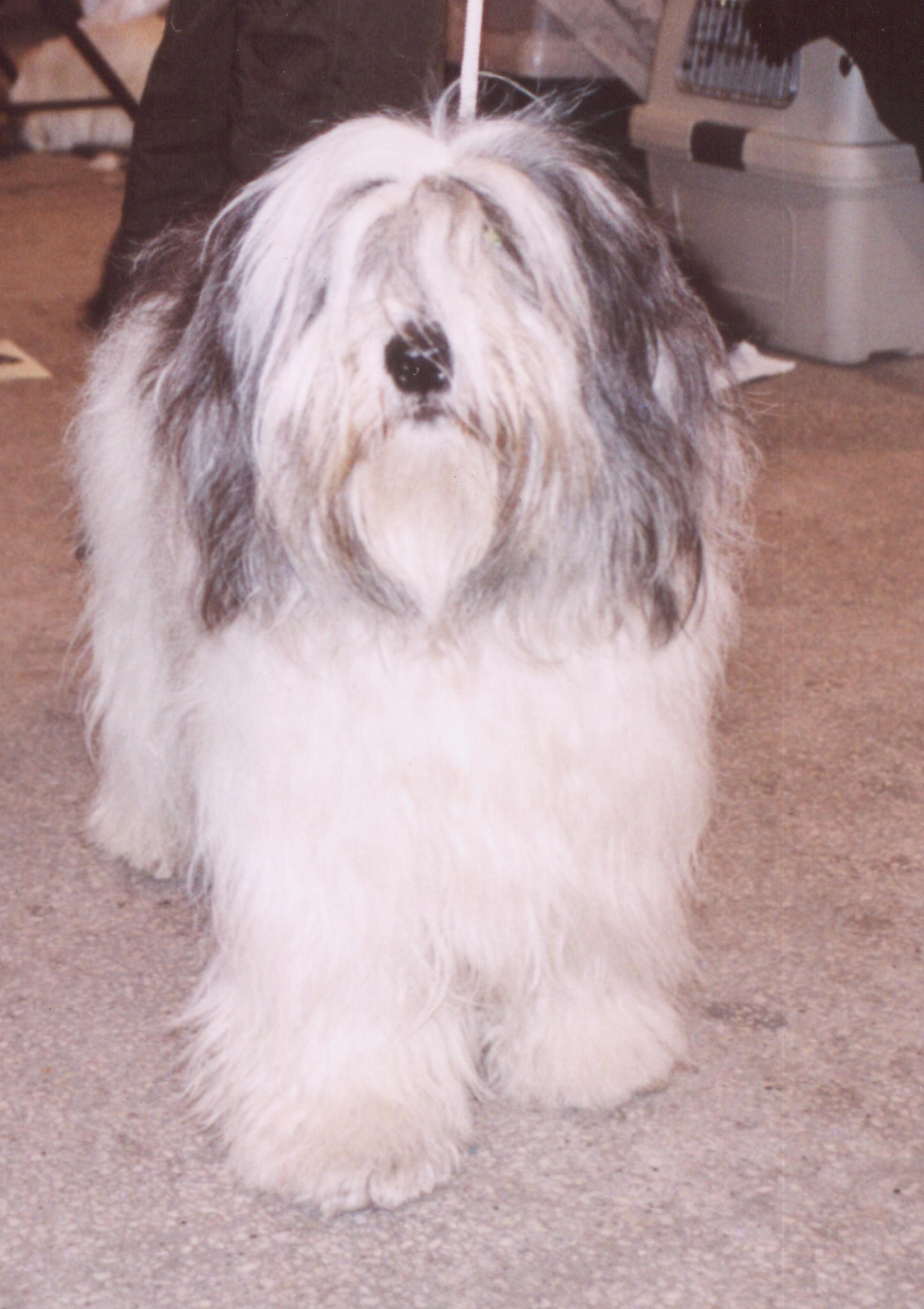
Lengyel alföldi juhászkutya

- Lengyel vadászkutya (az FCI várólistáján)
- Leonbergi
- Lobito herreño[10]
- Longdog
- Lucas terrier
- Lundehund
- Lupo italiano[11]
- Lurcher

## M
- Magyar agár
- Magyar vizsla
  - Rövidszőrű magyar vizsla
  - Drótszőrű magyar vizsla
- Mallorcai masztiff
- Mallorcai pásztorkutya
- Máltai selyemkutya
- Manchester terrier
- Markiesje
- Majestic tree hound

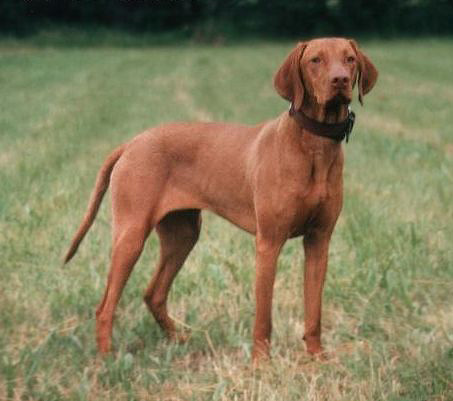
Magyar vizsla

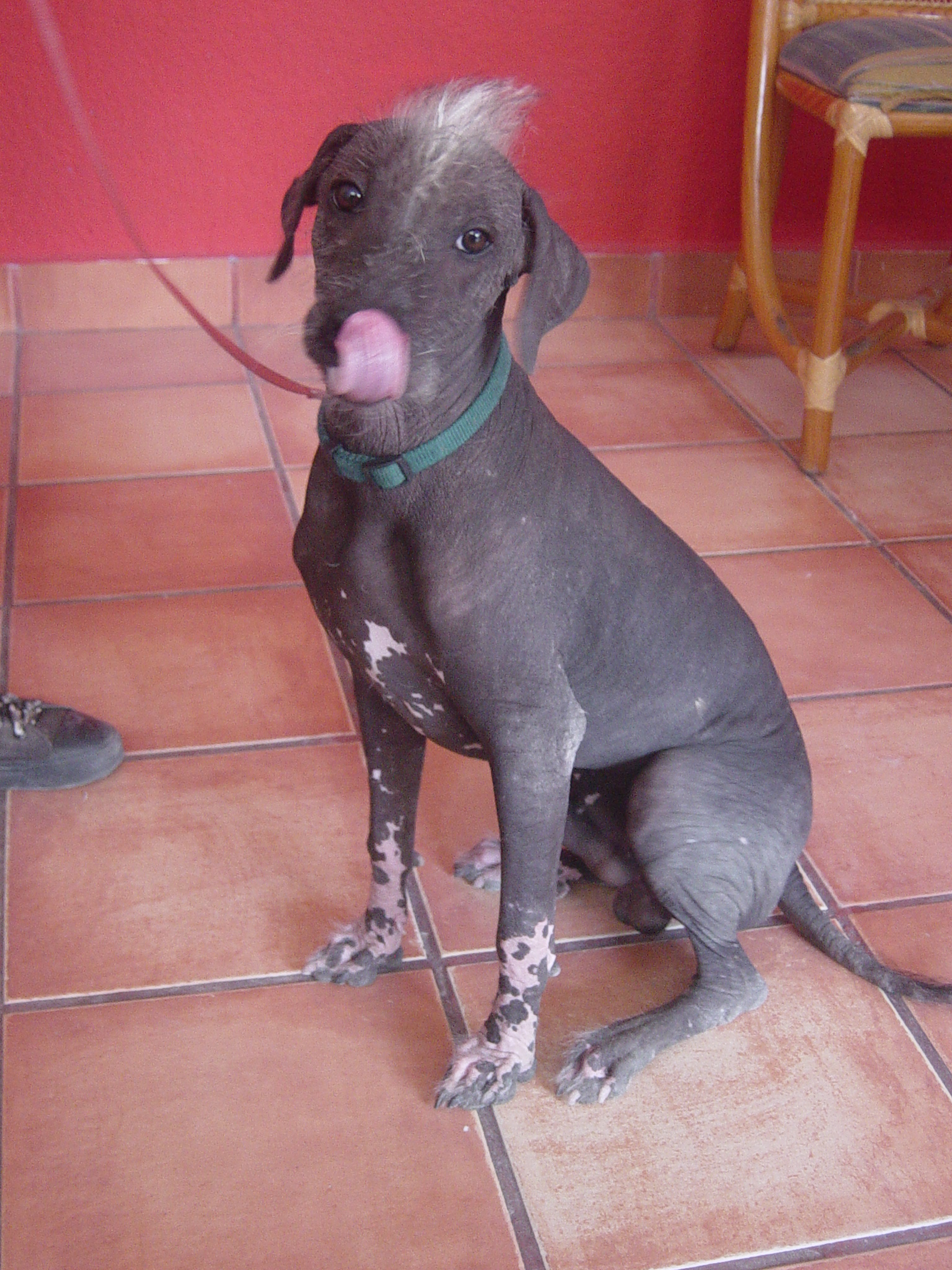
Mexikói meztelen kutya

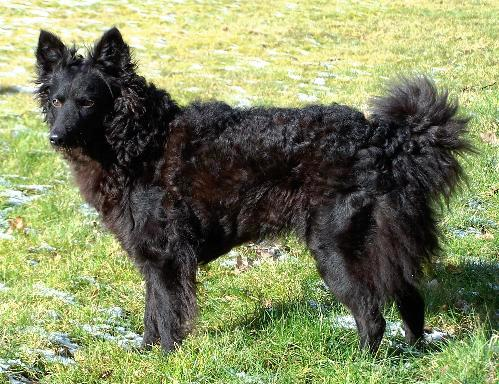
Mudi

- Mexikói meztelen kutya (Xoloitzcuintle)
- Mioritic pásztorkutya (az FCI várólistáján)
- Montenegrói hegyikopó
- Mopsz
- Moszkvai hosszú szőrű toy terrier
- Moszkvai őrkutya
- Mudhol Hound
- Mountain cur
- Mudi
- Münsterlandi vizsla
  - Kis münsterlandi vizsla
  - Nagy münsterlandi vizsla

## N
- Nagy angol-francia kopó
  - Trikolor nagy angol-francia kopó

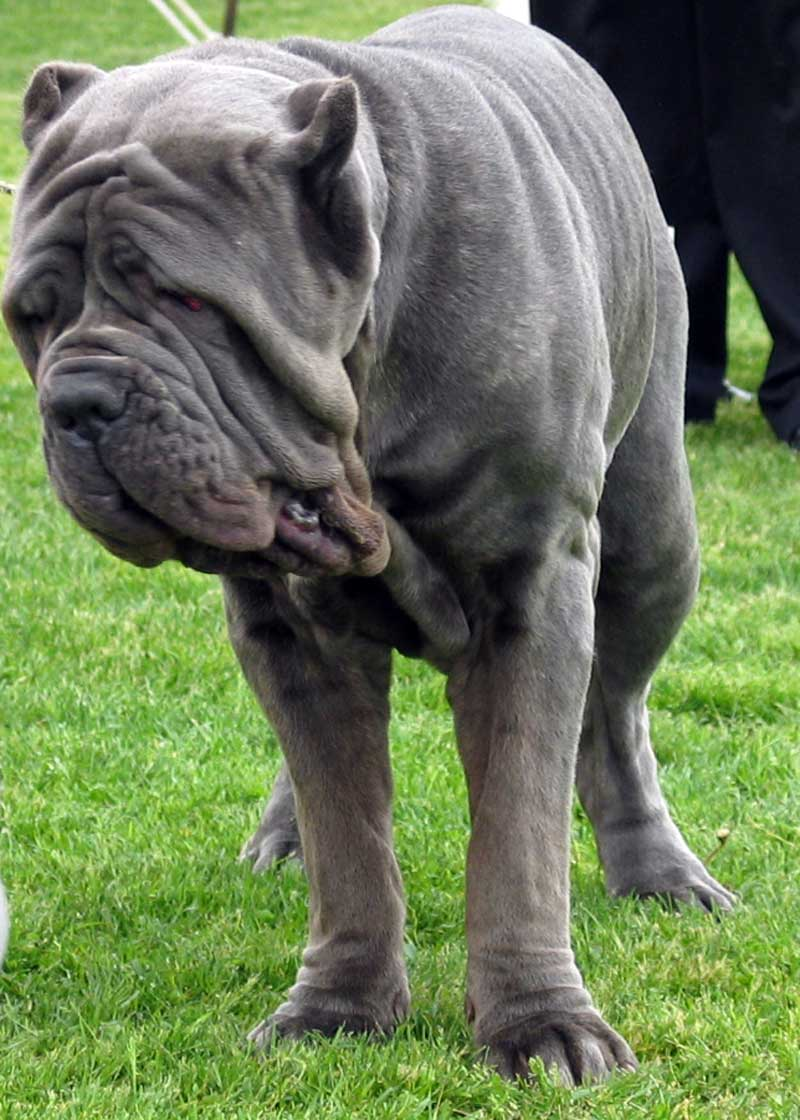
Nápolyi masztiff

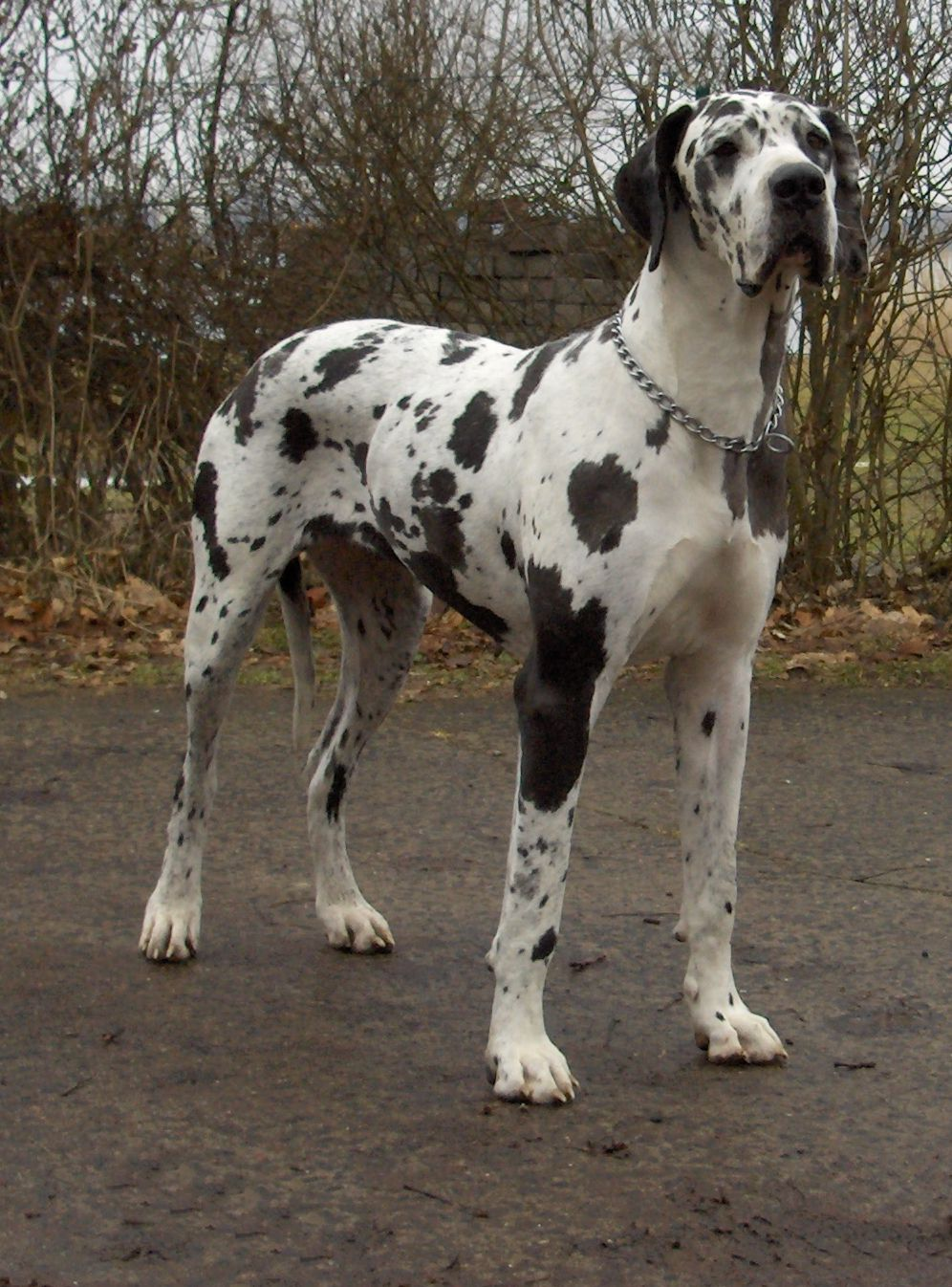
Német dog

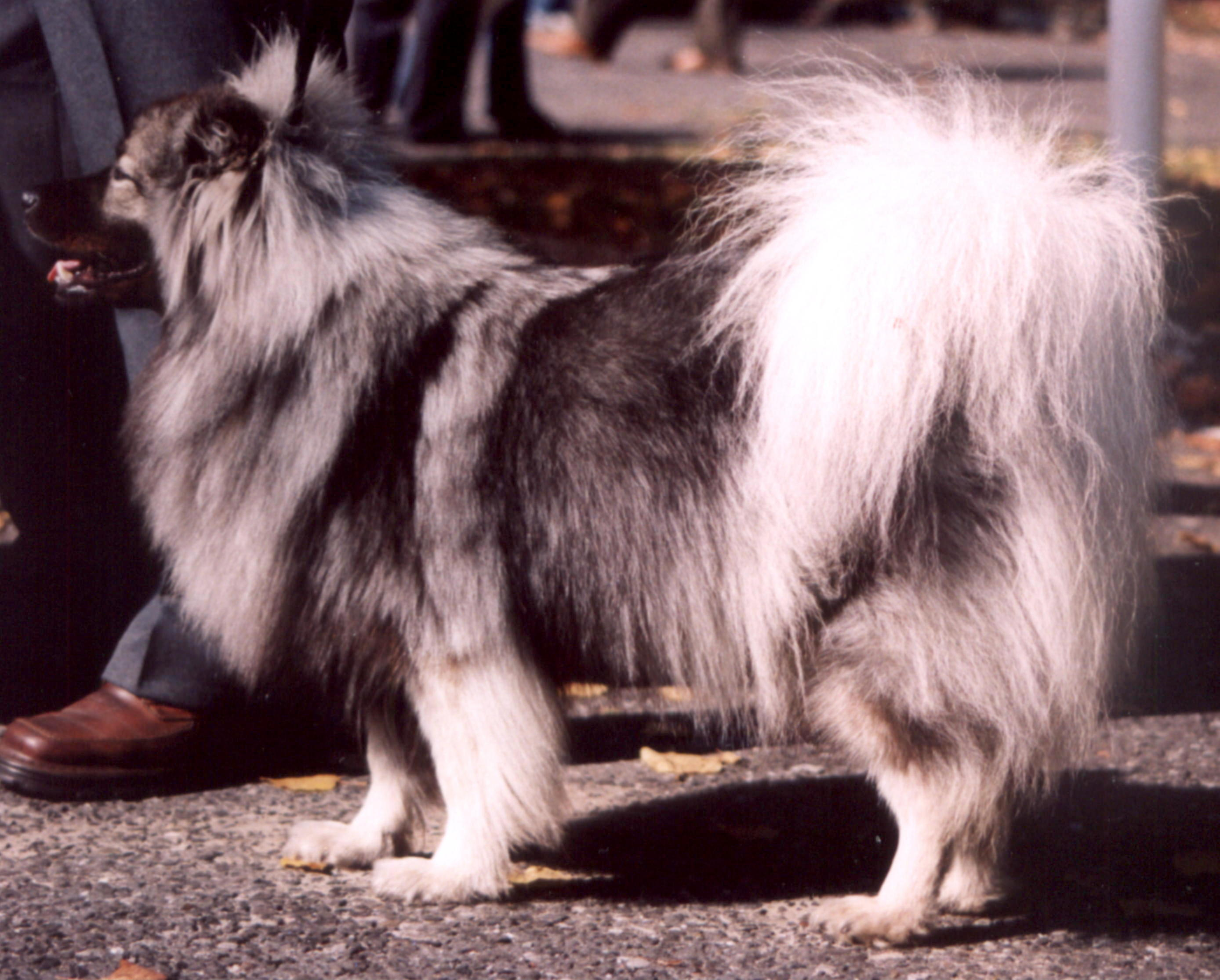
Német spicc

  - Fehér-fekete nagy angol-francia kopó
  - Fehér-cser nagy angol-francia kopó
- Nagy gascogne-i kék kopó
- Nagy gascon-saintonge-i kopó
- Nagy svájci havasi kutya
- Nagy vendée-i griffon
- Nápolyi masztiff
- Német dog
- Német fürjészeb
- Német juhászkutya
- Német kopó
- Német pinscher
- Német spicc
  - Wolfspitz
  - Nagyspitz
  - Középspitz
  - Kisspitz
  - Törpespitz
- Német vadászterrier (Jagd terrier)
- Német vizsla
  - Drótszőrű német vizsla
  - Hosszúszőrű német vizsla
  - Rövidszőrű német vizsla
  - Szálkásszőrű német vizsla
- Nivernais-i griffon
- Norfolk terrier
- Norrbotteni spicc
- Norvég buhund
- Norvég elkhund
  - Szürke norvég elkhund
  - Fekete norvég elkhund
- Norvég lundehund
- Norwich terrier

## Ny
- Nyenyec lajka (Olenegonka)[12]
- Nyugat-orosz agár (két típus: cortaj és sztyeppei agár)

## O, Ó
- Olasz agár
- Olasz griffon
- Olasz kopó
- Olasz vizsla
- Olasz volpino
- Orosz agár
- Orosz fekete terrier

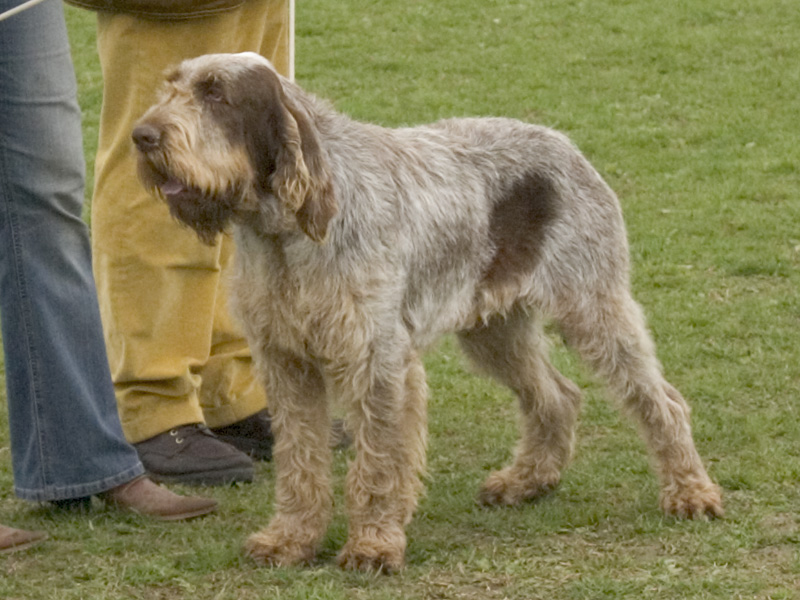
Olasz griffon

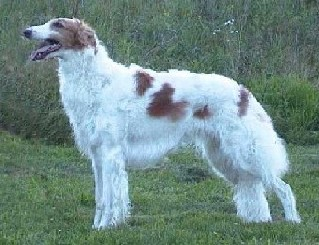
Orosz agár

- Orosz toy terrier(az FCI várólistáján)
- Osztrák kopó
- Osztrák pinscher
- Óangol juhászkutya
- Ónémet juhászkutya

## Ö, Ő
- Ősi dán vizsla

## P
- Padilokoon

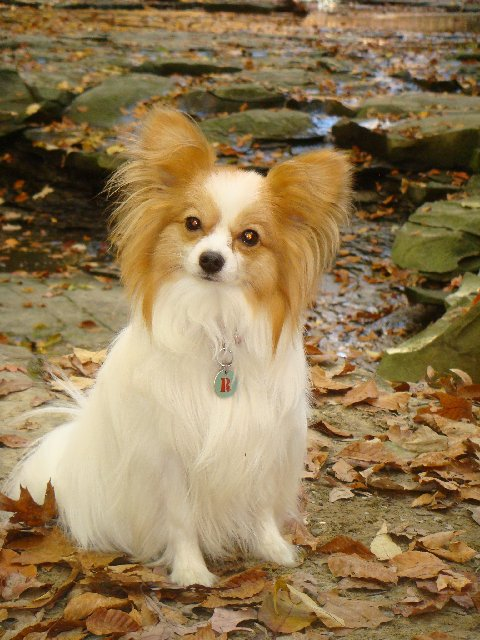
Papillon

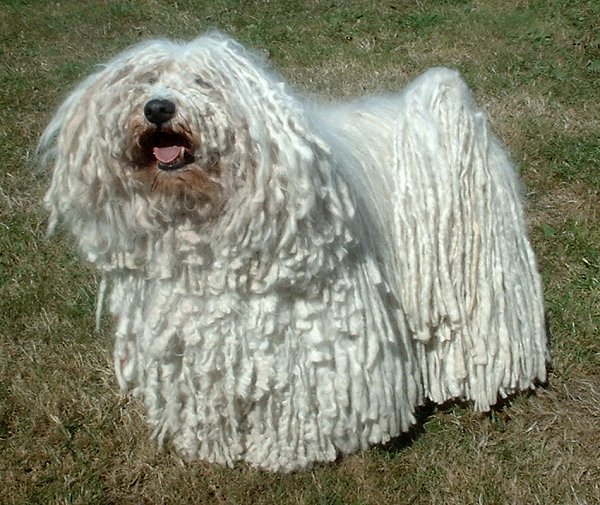
Puli

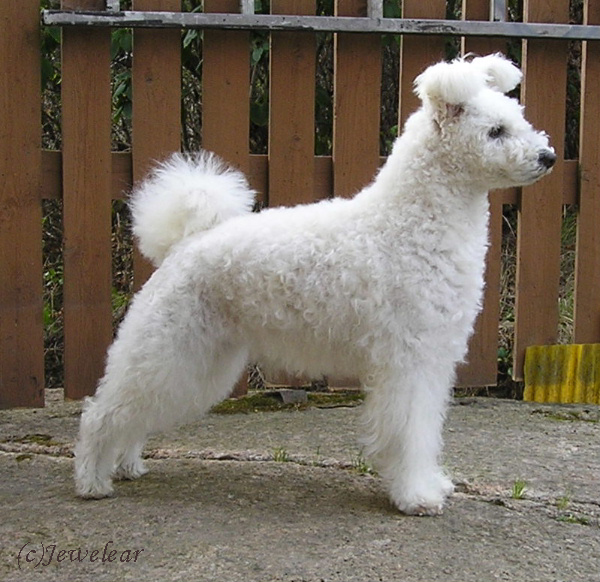
Pumi

- Pastor garafiano (Garafíai juhászkutya)[13]
- Patterdale terrier
- Pekingi palotakutya
- Perzsa agár
- Perui meztelen kutya
- Phalène
- Phu-quoc kutya
- Pikárdiai juhászkutya
- Pikárdiai kék spániel
- Pikárdiai spániel
- Pireneusi hegyikutya
- Pireneusi juhászkutya
  - Hosszúszőrű pireneusi juhászkutya
  - Félhosszúszőrű pireneusi juhászkutya
- Pireneusi masztiff
- Podenco canario (Kanári-szigeteki podenco)[14]
- Podenco valenciano (Xarnego valenciano)[15]
- Pointer
- Poitevin
- Pomerániai törpespicc
- Pont-Audemer-i spániel
- Porcelánkopó
- Portugál juhászkutya
- Portugál kopó
  - Drótszőrű portugál kopó
  - Simaszőrű portugál kopó
- Portugál vízikutya
- Portugál vizsla
- Pudelpointer
- Puli
- Pumi

## R
- Rajapalayam
- Rampur agár
- Rat terrier

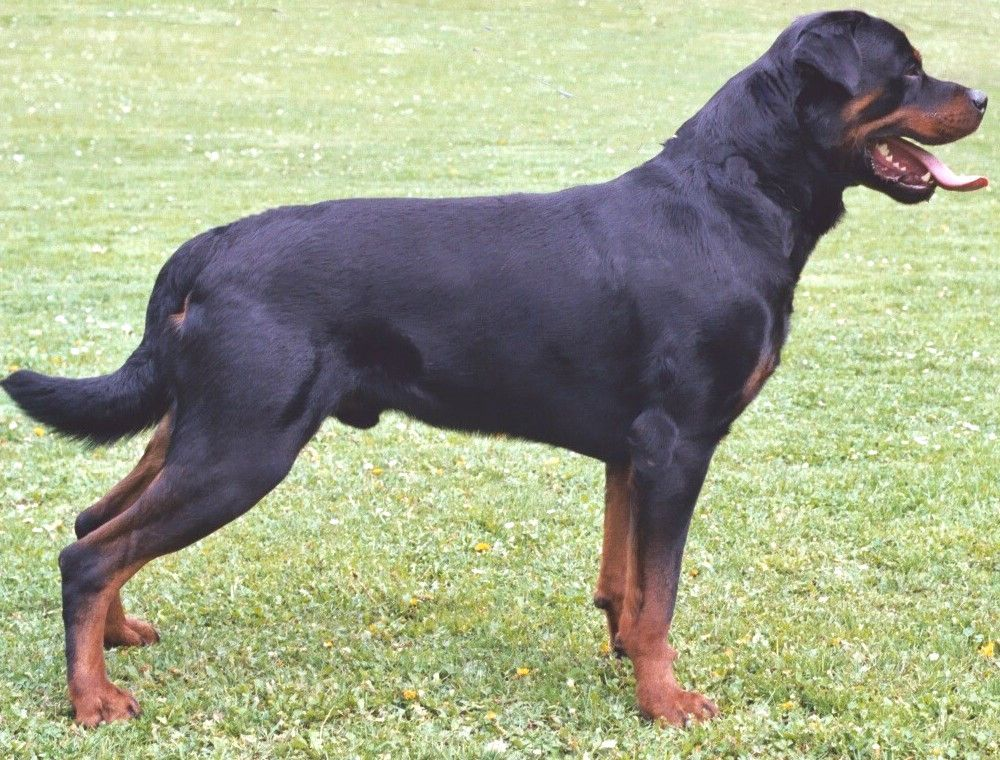
Rottweiler

- Rhodesian ridgeback (Afrikai oroszlánkutya)
- Román pásztor kutya
- Rottweiler
- Rouilers-i pászorkutya

## S
- Saage kochee
- Saarloosi farkaskutya
- Saint-germaini vizsla
- Sarplaninai juhászkutya
- Savoye-i pásztorkutya
- Schapendoes
- Schiller-kopó
- Schipperke
- Schnauzer
  - Óriás schnauzer
  - Közép schnauzer
  - Törpe schnauzer
- Sealyham terrier
- Shar pei
- Shetlandi juhászkutya
- Shikoku inu (Sikoku-ken)
- Shiloh juhászkutya
- Sibaken
- Siba inu
- Si-cu
- Silken Windhound
- Simaszőrű retriever
- Sinka
- Skót juhászkutya
  - Hosszúszőrű skót juhászkutya
  - Rövidszőrű skót juhászkutya
- Skót szarvasagár
- Skót terrier
- Skye terrier
- Smålandi kopó
- Soft coated wheaten terrier
- Spániel
- Spanyol agár
- Spanyol kopó
- Spanyol masztiff
- Spanyol vízikutya
- Staffordshire bullterrier
- Stájeri drótszőrű kopó
- Sussexi spániel

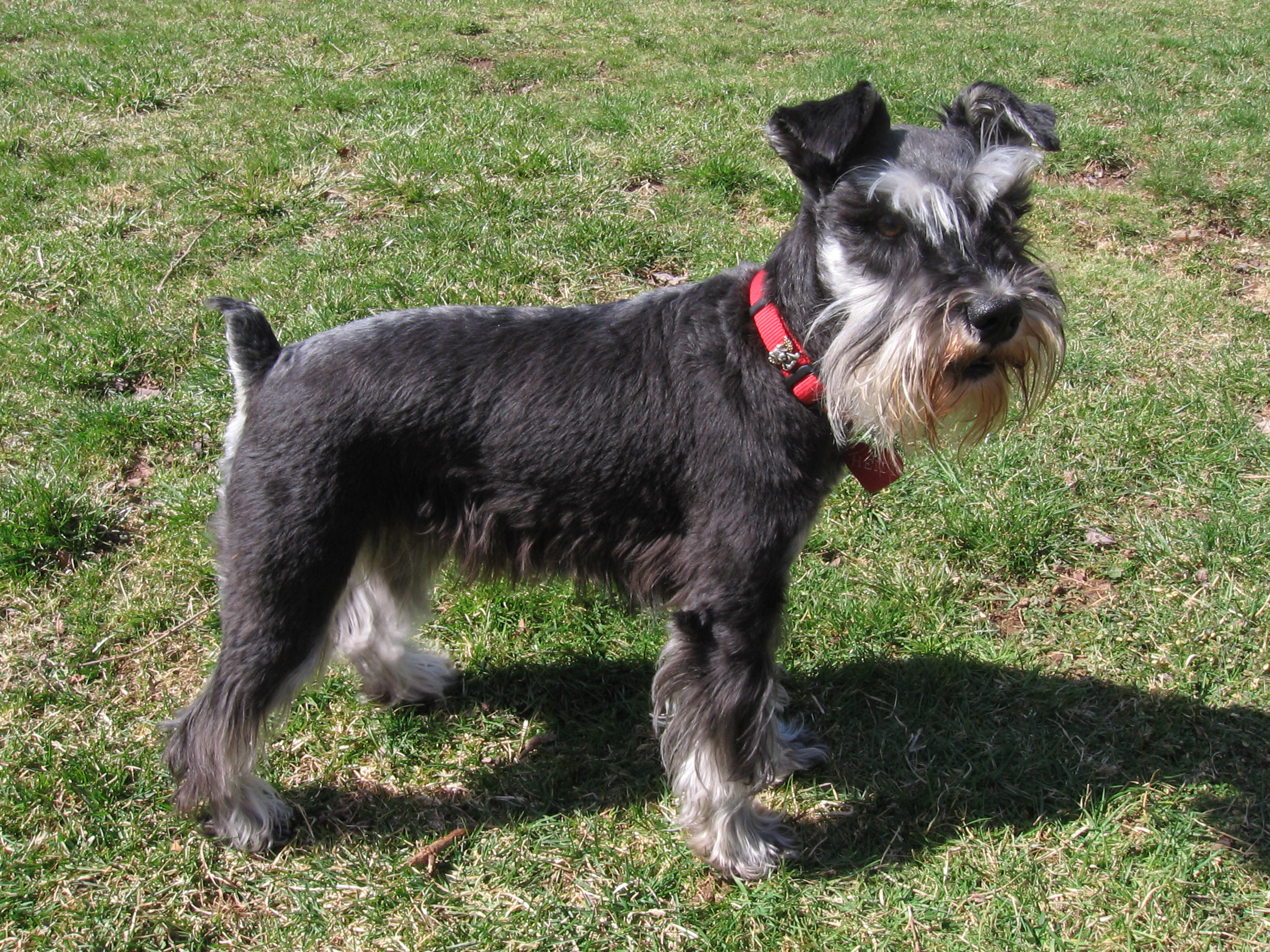
Törpe schnauzer

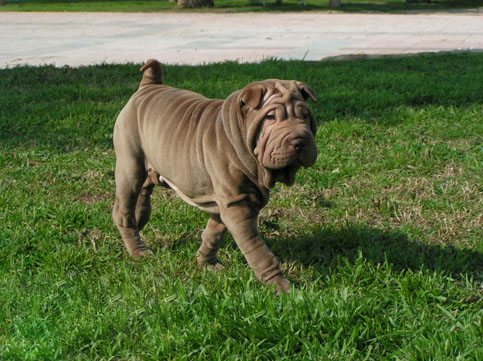
Shar pei

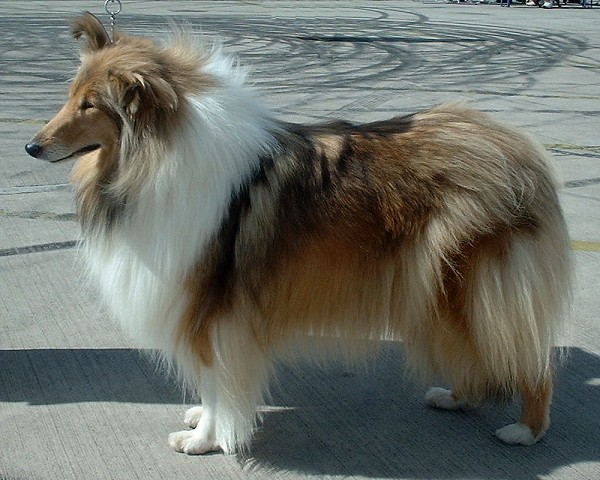
Hosszúszőrű skót juhászkutya

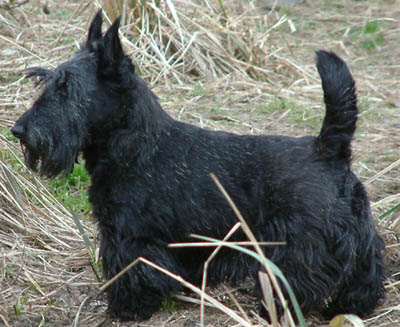
Skót terrier

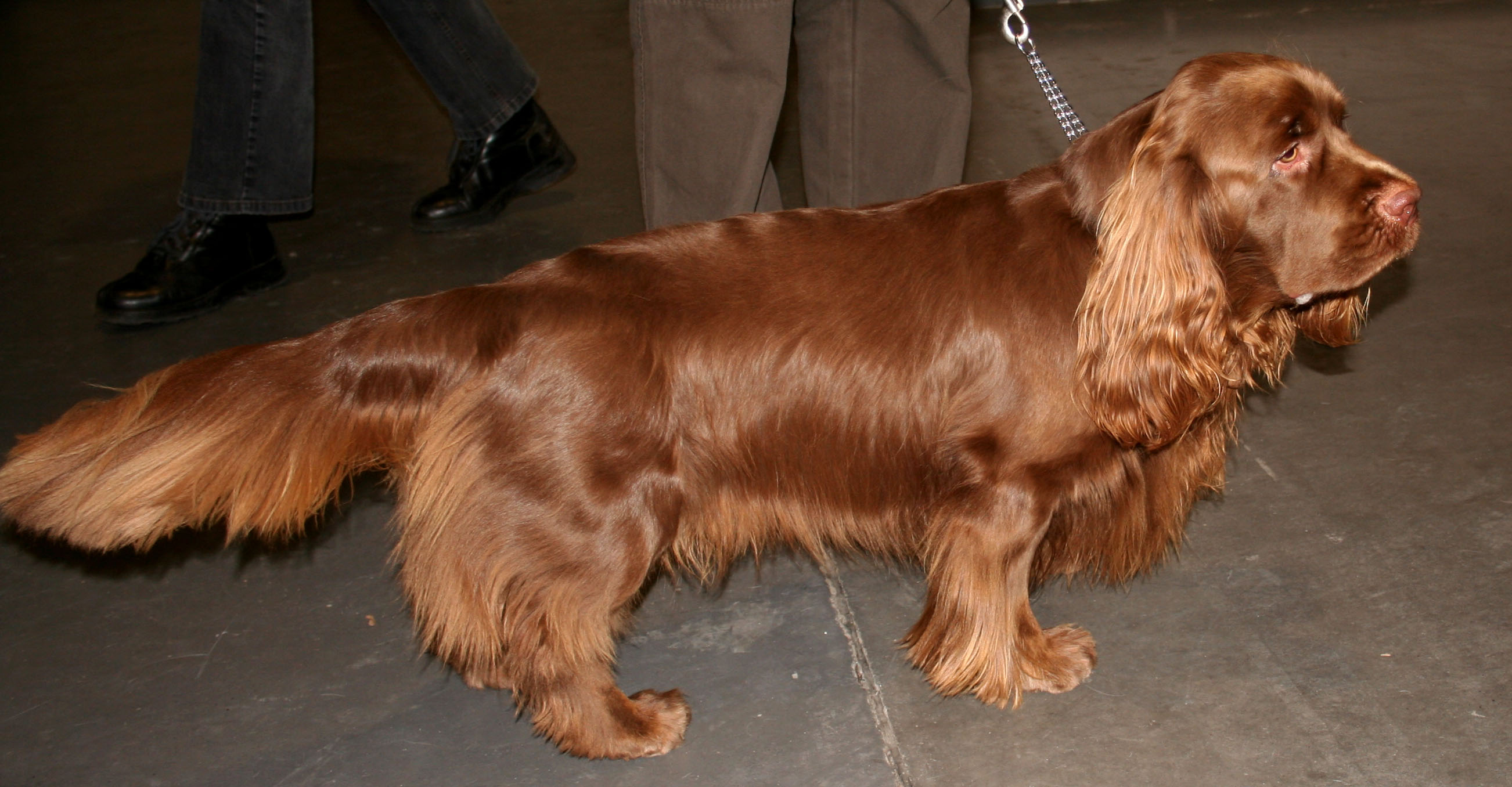
Sussexi spániel

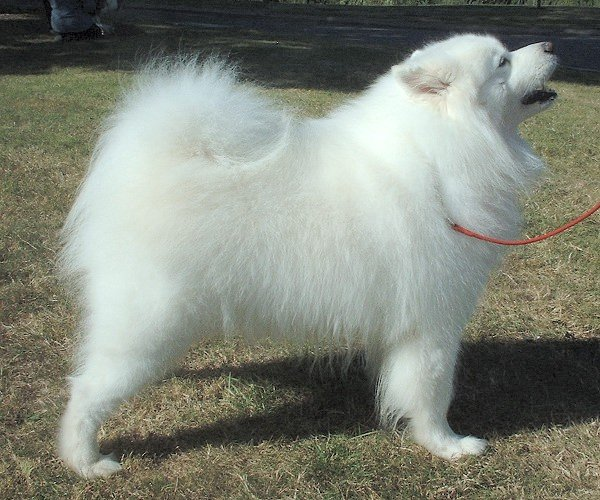
Szamojéd

- Svájci fehér juhászkutya (az FCI várólistáján)
- Svájci kopó
  - Berni kopó
  - Jurai kopó
  - Luzerni kopó
  - Schwyzi kopó
- Svéd juhászspitz
- Svéd lapphund
- Svéd vallhund[16]

## Sz

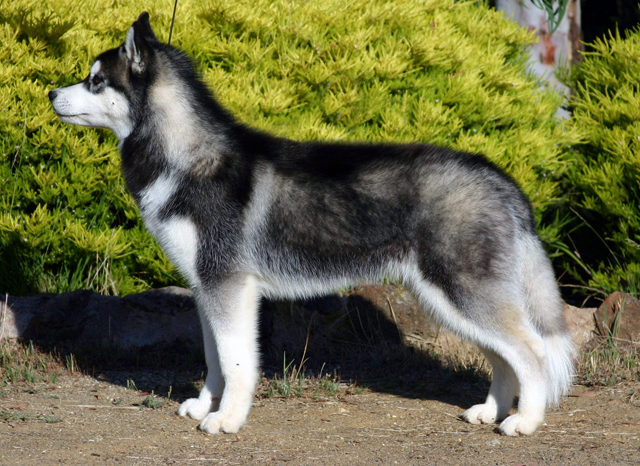
Szibériai husky

- Szamojéd
- Szávavölgyi kopó
- Szerb kopó
- Szerb trikolor kopó
- Szetter
- Szibériai husky
- Szinhala vadászkutya[17]
- Szíriai pásztorkutya
- Szlovák csuvacs
- Szlovák kopó
- Szlovák drótszőrű vizsla

## T

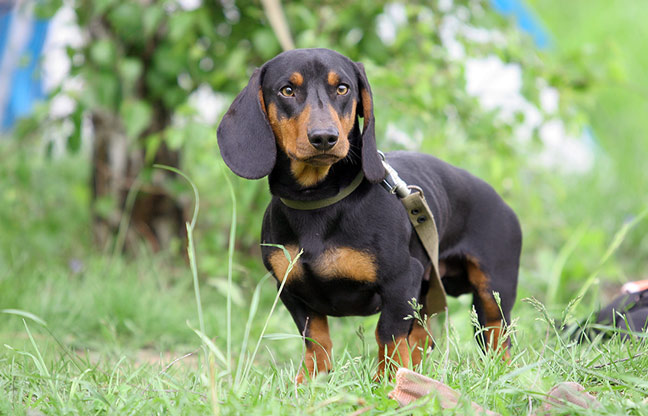
Tacskó

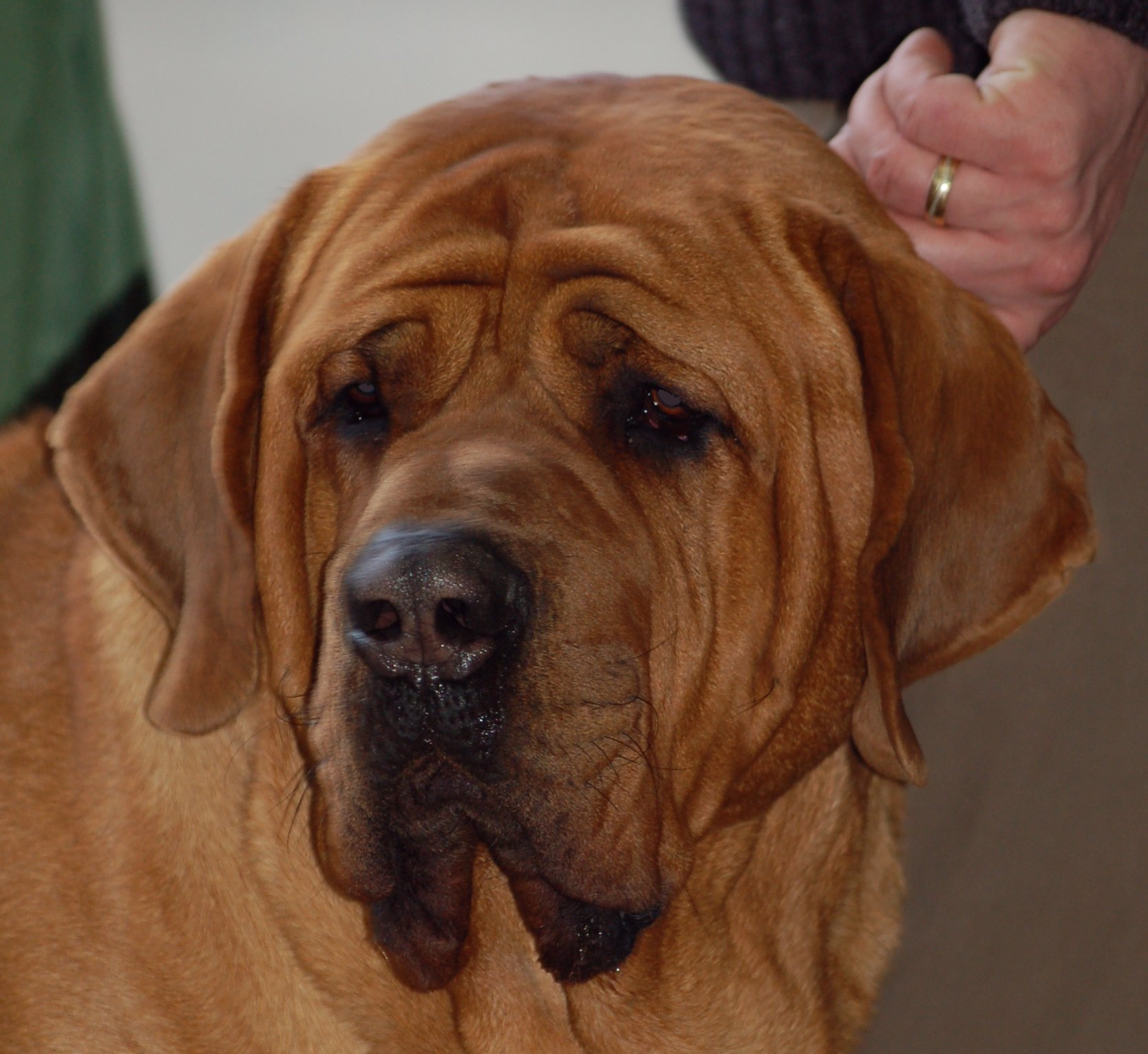
Tosza inu

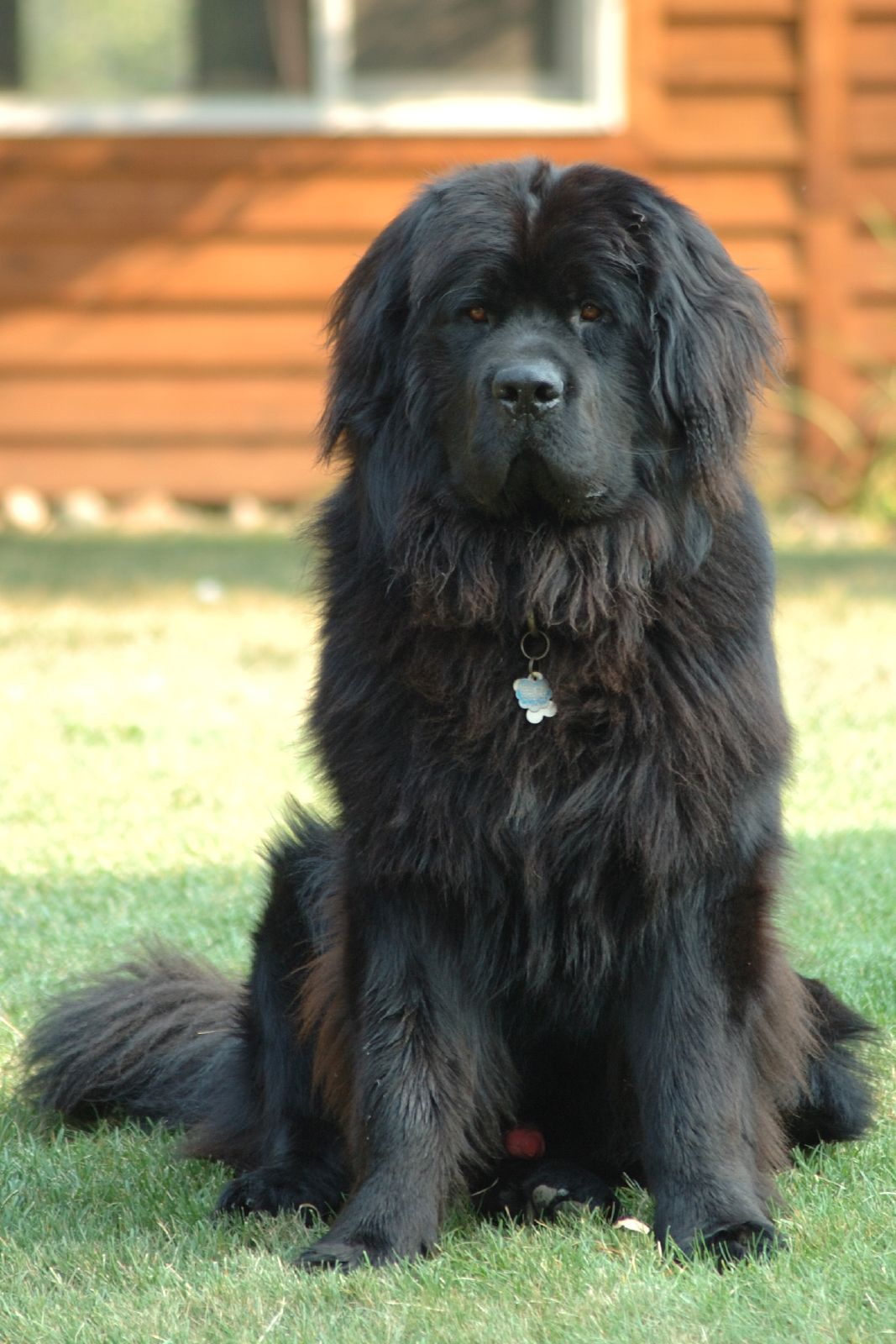
Újfundlandi

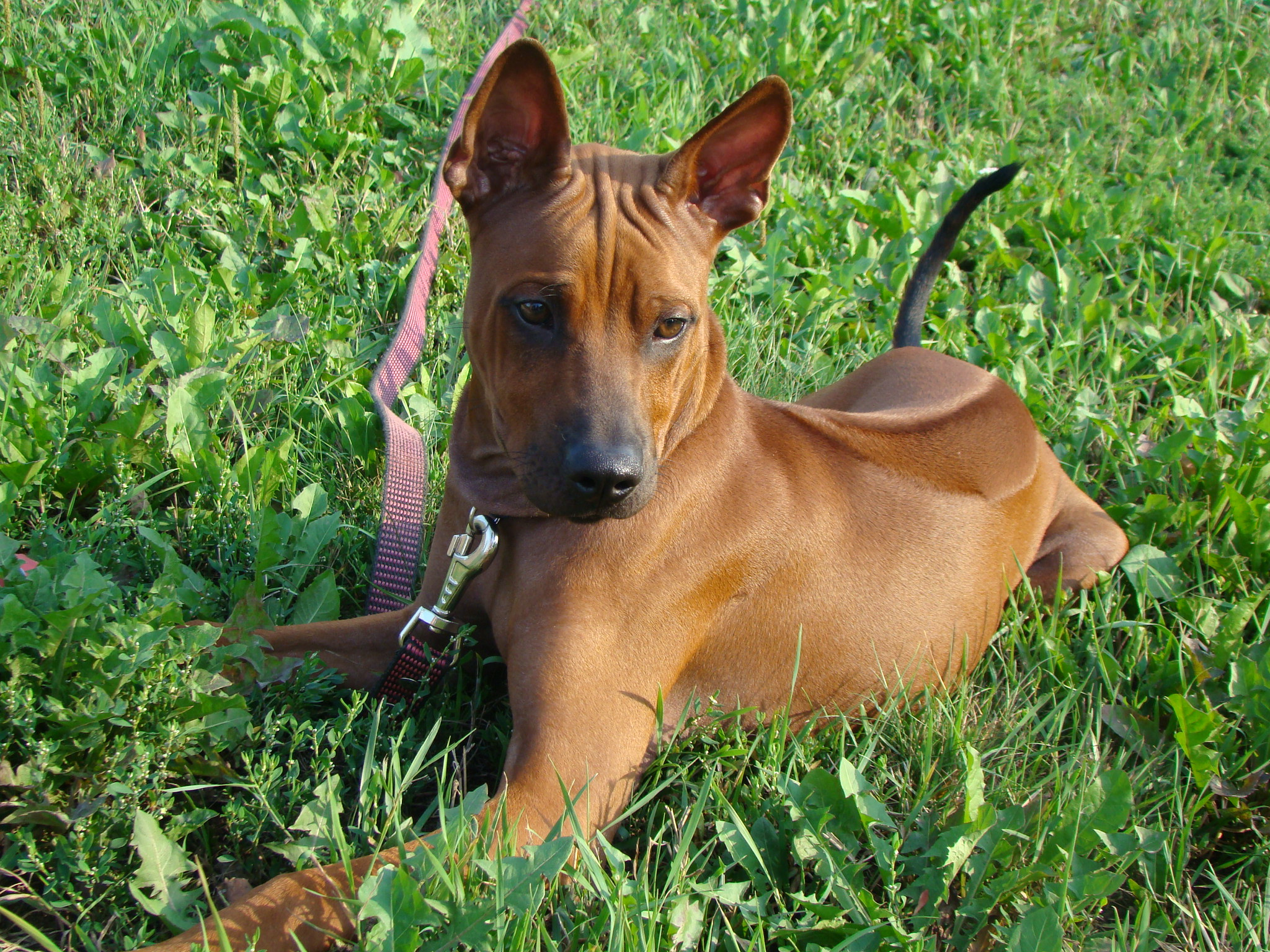
Thai ridgeback

- Tacskó
- Taigan (Kirgiz barzoj)
- Tajvani kutya
- Tamaszkán kutya[18]
- Tasi (Kelet-ázsiai barzoj)
- Tátrai juhászkutya
- Tervueren (Belga juhászkutya)
- Telomian
- Thai bangkaew[19]
- Thai ridgeback
- Tibeti masztiff
- Tibeti spániel
- Tibeti terrier
- Tiroli kopó
- Tornjak
- Tosza inu
- Törpe pinscher
- Törpespicc

## U, Ú
- Uszkár
  - Óriás uszkár
  - Közép uszkár
  - Törpe uszkár
  - Toy uszkár
- Utonagan
- Újfundlandi
- Új-guineai éneklő kutya

## Y
- Yorkshire terrier

## V

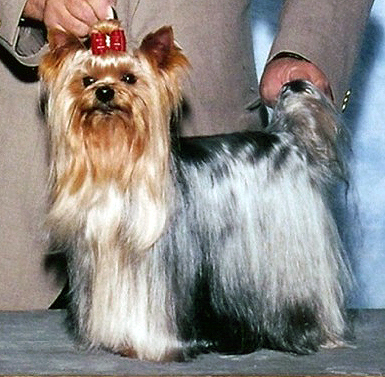
Yorkshire terrier

- Vadkacsavadász retriever
- Vendée-i griffon basset
  - Nagy vendée-i griffon basset
  - Kis vendée-i griffon basset
- Vendée-i griffonkopó
- Vesztfáliai tacskókopó
- Vidrakopó
- Vizsla

## W

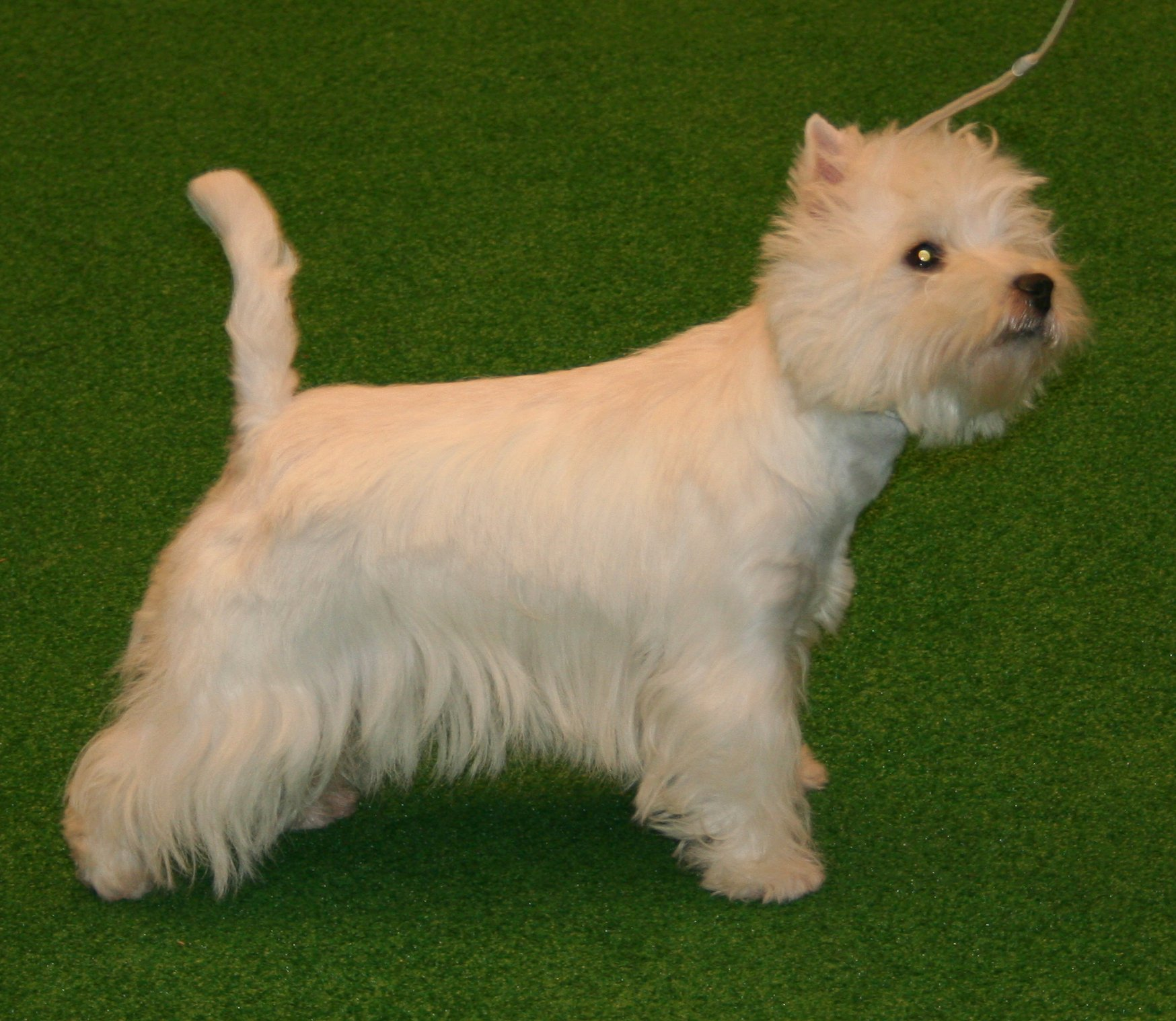
West highland white terrier

Welsh corgi

- Welsh corgi
  - Cardigan welsh corgi
  - Pembroke welsh corgi
- Welsh springer spániel
- Welsh terrier
- Weimari vizsla
- Wetterhoun
- West highland white terrier
- Whippet

## Z
- Zerdava (Török lajka)[20]

## Külső hivatkozások
- Kutya-tár
- Mindenkilapja-kutyafajták
- Dogell – Kutyafajták A-Z listája
- Kutyafajta leírások képekkel